# Championnat de France de hockey sur glace 2021-2022
Saison précédente Saison suivante
La saison 2021-2022 est la 101e saison du championnat de France de hockey sur glace.
En Ligue Magnus, les Brûleurs de loups de Grenoble terminent premiers de la saison régulière et remportent ainsi le trophée Jacques-Lacarrière. En séries éliminatoires, les grenoblois et les Ducs d'Angers deuxièmes de la saison régulière passent le premier tour en gagnant les quatre matchs aux dépens respectivement des Boxers de Bordeaux et des Pionniers de Chamonix Mont-Blanc. Rouen et Cergy-Pontoise font respecter la hiérarchie en gagnant 4-2 leurs séries en gagnant tous les deux les deux derniers matchs de la même manière. Une victoire après prolongation à l'extérieur avant de conclure à domicile. En demi-finale, Grenoble ne perd qu'un seul match face à Cergy-Pontoise. Angers pour sa part a plus de difficulté. L'équipe de Maine-et-Loire est menée 2-3 dans sa série avant de gagner les deux derniers matchs. En finale, Grenoble et Angers gagnent chacun un match en Isère. Lors des deux suivants à Angers, Grenoble gagne les deux en fusillade. En gagnant une quatrième fois dans la foulée à domicile, Grenoble s'adjuge son huitième titre de champion de France. Il n'y a pas de descente pour Briançon dernier du championnat, car aucune équipe de Division 1 n'a les infrastructures pour monter.
En Division 1, les Albatros de Brest terminent premiers de la saison régulière. Pourtant, il faudra cinq matchs aux brestois pour disposer de l'Étoile noire de Strasbourg, huitième de la saison régulière en quarts de finale des séries. Les Dogs de Cholet deuxièmes ont également besoin de cinq matchs pour écarter l'Épinal Hockey Club. Les Corsaires de Nantes et les Yétis du Mont-Blanc passent eux en quatre matchs. En demi-finale, Brest et Cholet passent en finale sans perdre de match. Brest en disposant de Cholet en finale trois matchs à un est sacré champion de Division 1 pour la quatrième fois. En bas de tableau, Clermont qui n'a gagné que deux matchs sur trente-deux est relégué en Division 2.
En Division 2, Meudon et Morzine-Avoriaz terminent premiers de leur groupe en saison régulière. La poule sud dont est issue Morzine-Avoriaz montre sa supériorité en séries éliminatoires avec six qualifiés en quarts et surtout quatre qualifiés sur quatre en demi-finale. Meudon est ainsi éliminé par les Bélougas de Toulouse-Blagnac. Ces derniers iront en finale mais s'inclineront face à Morzine-Avoriaz qui aura finalement gagné tous ses matchs en séries. Morzine-Avoriaz gagne son troisième titre de Division 2 et décroche sa montée à l'étage supérieur. Colmar et Poitiers sont relégués en Division 3.
En Division 3, seules deux poules sont représentées dans le carré final, ce sont les poules A et B. Il y a ainsi les Aigles de La Roche-sur-Yon et l'Hormadi Anglet 2 pour la poule A et Amiens 2 et Caen 2 pour la poule B. Caen remporte ses trois matchs et termine champion de Division 3. Amiens 2 termine deuxième en battant en prolongation lors du dernier match La Roche-sur-Yon, qui organise ce carré final. Amiens 2 est la seule équipe à monter car l'équipe première de Caen n'évolue pas en ligue Magnus. Ce qui permet à Colmar de se maintenir en Division 2.
En Division 3, la réserve des Rapaces de Gap cesse ses activités à la fin de la saison.

## Règlement
Il s'applique pour toutes les divisions.

### Points
Les points sont attribués de la façon suivante :
- victoire dans le temps règlementaire : 3 points ;
- victoire en prolongation ou aux tirs au but : 2 points ;
- défaite en prolongation ou aux tirs au but : 1 point ;
- défaite dans le temps règlementaire : 0 point.

### Classement
Les équipes sont classées en fonction du nombre de points qu'elles ont enregistré. En cas d'égalité, les critères suivants sont appliqués :
1. Points dans les rencontres directes ;
2. Nombre de matchs perdus par forfait ;
3. Nombre de buts marqués dans le temps réglementaire entre les équipes concernées ;
4. Différence de buts générale ;
5. Quotient buts marqués / buts encaissés lors de tous les matchs de la poule ;
6. Nombre de buts marqués lors de tous les matchs de la poule.

Si après avoir épuisé tous ces critères, deux équipes sont toujours à égalité, un match de barrage est alors organisé sur terrain neutre.

## Synerglace Ligue Magnus

### Équipes engagées
| \| Amiens Angers Anglet Bordeaux Briançon Cergy-Pontoise Chamonix Gap Grenoble Mulhouse Nice Rouen \| Localisation des clubs engagés en Synerglace Ligue Magnus. · Tenant du titre |
| Amiens Angers Anglet Bordeaux Briançon Cergy-Pontoise Chamonix Gap Grenoble Mulhouse Nice Rouen                                                                                    |

| Club                             | Dernière montée | Classement 2020-2021 | Entraîneur       | Patinoire                    | Capacité théorique | Nombre de saisons en Magnus |
| -------------------------------- | --------------- | -------------------- | ---------------- | ---------------------------- | ------------------ | --------------------------- |
| Dragons de Rouen                 | 1985            | 1er                  | Fabrice Lhenry   | L'Île Lacroix                | 3 279              | 37                          |
| Ducs d'Angers                    | 1992            | 2e                   | Ethan Goldberg   | Angers IceParc               | 3 520              | 30                          |
| Brûleurs de loups de Grenoble    | 2000            | 3e                   | Jyrki Aho        | Patinoire Polesud            | 4 208              | 49                          |
| Rapaces de Gap                   | 2009            | 4e                   | Éric Blais       | Alp'Arena                    | 2 930              | 48                          |
| Jokers de Cergy-Pontoise         | 2020            | 5e                   | Jonathan Paredes | Aren'ice                     | 3 000              | 2                           |
| Gothiques d'Amiens               | 1982            | 6e                   | Anthony Mortas   | Coliseum                     | 3 400              | 40                          |
| Boxers de Bordeaux               | 2015            | 7e                   | Olivier Dimet    | Patinoire de Mériadeck       | 3 200              | 7                           |
| Scorpions de Mulhouse            | 2017            | 8e                   | Alexandre Gagnon | Patinoire de l'Illberg       | 1 600              | 6                           |
| Aigles de Nice                   | 2016            | 9e                   | Stanislav Sutor  | Palais des sports Jean-Bouin | 1 200              | 6                           |
| Hormadi Anglet                   | 2018            | 10e                  | David Dostal     | Patinoire de la Barre        | 1 200              | 14                          |
| Pionniers de Chamonix Mont-Blanc | 2005            | 11e                  | Marc LeFebvre    | Centre sportif Richard-Bozon | 1 700              | 88                          |
| Diables rouges de Briançon       | 2019            | 12e                  | Daniel Sedlak    | Patinoire René-Froger        | 2 300              | 48                          |

Légende des couleurs
- En gras : vainqueur de la saison régulière, champion de France, qualifié pour la Ligue des champions 2021-2022
- En italique : tenant du titre de la Coupe de France, qualifié pour la Coupe continentale 2021-2022

### Saison régulière
La saison régulière se joue du 21 septembre 2021 au 4 mars 2022. Réunies au sein d'une poule unique, les 12 équipes se rencontrent en double matchs aller-retour. À l'issue de cette première phase, les 8 premiers se qualifient pour les séries éliminatoires, du 11 mars 2022 au 17 avril 2022, jouées au meilleur des 7 matchs. Les 4 derniers jouent une phase de relégation, entre le 11 mars 2022 et le 17 avril 2022. Cette phase est un mini-championnat en matchs aller-retour à l'issue duquel le dernier est relégué en Division 1.

#### Résultats
Le score de l'équipe à domicile, située dans la colonne de gauche, est inscrit en premier.
| Résultats (dom.\ext.)                                              | AMI   | ANG | AGL   | BOR   | BRI   | CER   | CHA   | GAP   | GRE   | MUL   | NIC | ROU | AMI   | ANG   | AGL   | BOR   | BRI   | CER   | CHA   | GAP | GRE   | MUL   | NIC   | ROU   |
| Amiens                                                             |       | 3-5 | 6-0   | 2-0   | 3-1   | 6-4   | 3-2Pr | 3-1   | 3-4   | 2-3   | 3-2 | 3-4 |       | 0-3   | 5-0   | 5-1   | 8-2   | 2-1   | 2-4   | 4-1 | 4-3TF | 4-3   | 5-2   | 4-3   |
| Angers                                                             | 3-2   |     | 6-2   | 6-1   | 5-1   | 5-1   | 4-1   | 1-2   | 4-1   | 4-3TF | 6-1 | 0-3 | 5-3   |       | 2-1   | 2-1   | 5-4TF | 3-2   | 4-5Pr | 6-3 | 3-5   | 3-2Pr | 2-1   | 0-1   |
| Anglet                                                             | 2-3TF | 1-0 |       | 3-4Pr | 4-3TF | 2-4   | 3-4   | 5-1   | 2-4   | 4-2   | 3-1 | 3-1 | 4-11  | 1-3   |       | 5-1   | 6-0   | 5-6TF | 1-3   | 7-5 | 4-3TF | 3-6   | 1-2TF | 3-4   |
| Bordeaux                                                           | 2-3   | 3-2 | 3-2   |       | 2-1   | 2-3   | 2-1   | 1-4   | 3-2TF | 2-1Pr | 5-2 | 1-6 | 2-6   | 1-7   | 3-4Pr |       | 4-3   | 0-4   | 3-4   | 2-1 | 3-7   | 5-1   | 5-2   | 1-5   |
| Briançon                                                           | 3-4Pr | 0-5 | 2-3Pr | 2-5   |       | 3-2   | 2-1Pr | 3-4   | 0-3   | 1-3   | 3-6 | 0-3 | 1-4   | 1-3   | 1-5   | 2-3Pr |       | 5-4   | 2-5   | 7-2 | 3-10  | 2-0   | 4-5TF | 3-7   |
| Cergy-Pontoise                                                     | 5-2   | 3-6 | 4-1   | 5-2   | 12-1  |       | 10-3  | 4-3   | 1-3   | 6-2   | 2-5 | 2-7 | 4-5TF | 3-1   | 5-4   | 6-1   | 4-0   |       | 4-1   | 3-0 | 1-4   | 3-2   | 6-2   | 3-5   |
| Chamonix                                                           | 3-4   | 4-8 | 7-1   | 3-4TF | 4-5Pr | 2-4   |       | 3-4TF | 2-7   | 2-1Pr | 2-3 | 4-3 | 5-1   | 3-4Pr | 3-1   | 4-1   | 2-3Pr | 2-4   |       | 4-5 | 2-3   | 5-3   | 3-4Pr | 4-8   |
| Gap                                                                | 1-2TF | 3-4 | 3-4TF | 2-0   | 3-4   | 5-4Pr | 5-1   |       | 2-4   | 5-2   | 4-1 | 3-1 | 3-2Pr | 4-3   | 3-2   | 2-1   | 3-5   | 2-3   | 7-1   |     | 2-1   | 5-2   | 3-6   | 1-2TF |
| Grenoble                                                           | 10-0  | 3-4 | 8-1   | 8-0   | 6-1   | 5-1   | 5-2   | 6-3   |       | 5-2   | 7-1 | 3-2 | 5-0   | 4-1   | 2-0   | 2-1TF | 9-3   | 7-2   | 3-0   | 4-1 |       | 5-1   | 5-1   | 2-0   |
| Mulhouse                                                           | 7-4   | 1-5 | 2-1Pr | 4-3Pr | 2-4   | 2-5   | 3-4   | 7-4   | 2-5   |       | 4-3 | 3-5 | 2-6   | 1-2   | 4-3   | 4-2   | 6-0   | 1-8   | 3-4TF | 6-4 | 3-5   |       | 3-1   | 2-5   |
| Nice                                                               | 3-2   | 0-3 | 6-4   | 0-3   | 4-2   | 4-5   | 4-1   | 2-6   | 4-3TF | 4-3TF |     | 4-3 | 3-2   | 1-3   | 2-3TF | 4-5Pr | 2-1   | 6-7   | 0-7   | 3-5 | 3-1   | 0-2   |       | 1-4   |
| Rouen                                                              | 3-4TF | 4-2 | 5-1   | 3-2   | 8-5   | 4-2   | 4-0   | 0-3   | 2-5   | 6-0   | 5-3 |     | 4-1   | 2-4   | 3-2   | 2-1Pr | 4-2   | 6-5Pr | 6-4   | 6-3 | 4-3Pr | 3-4Pr | 5-1   |       |
| - Victoire à domicile - Victoire à l'extérieur - Match non disputé |       |     |       |       |       |       |       |       |       |       |     |     |       |       |       |       |       |       |       |     |       |       |       |       |

Pr : Prolongation    -    TF : Tirs de fusillade

#### Classement
Pour l'attribution des points, voir la section « Règlement » ci-dessus.
| Clt   | Équipe         | PJ | V  | VP | D  | DP | BP  | BC  | Diff | Pts     |
| ----- | -------------- | -- | -- | -- | -- | -- | --- | --- | ---- | ------- |
| +001, | Grenoble       | 44 | 34 | 1  | 4  | 5  | 200 | 84  | +116 | 109     |
| +002, | Angers         | 44 | 29 | 4  | 10 | 1  | 157 | 92  | +65  | 96      |
| +003, | Rouen          | 44 | 28 | 4  | 9  | 3  | 171 | 107 | +64  | 95      |
| +004, | Cergy-Pontoise | 44 | 25 | 1  | 14 | 4  | 177 | 139 | +38  | 81      |
| +005, | Amiens         | 44 | 20 | 7  | 16 | 1  | 151 | 129 | +22  | 75      |
| +006, | Gap            | 44 | 18 | 3  | 19 | 3  | 136 | 142 | -6   | 63      |
| +007, | Chamonix       | 44 | 13 | 3  | 20 | 8  | 131 | 162 | -31  | 53      |
| +008, | Bordeaux       | 44 | 11 | 6  | 23 | 4  | 98  | 147 | -49  | 49      |
| +009, | Nice           | 44 | 12 | 5  | 25 | 2  | 115 | 161 | -46  | 48      |
| +010, | Anglet         | 44 | 8  | 7  | 24 | 5  | 117 | 156 | -39  | 43      |
| +011, | Mulhouse       | 44 | 12 | 3  | 23 | 6  | 120 | 162 | -42  | 42 (-6) |
| +012, | Briançon       | 44 | 6  | 4  | 28 | 6  | 101 | 193 | -92  | 32      |

- Vainqueur du trophée Jacques-Lacarrière, qualifié pour les séries
- Qualifié pour les séries
- Dispute la poule de maintien

Date de mise à jour : janvier 2022

#### Statistiques individuelles
Pour les significations des abréviations, voir statistiques du hockey sur glace.
| Classt | Joueur                    | Équipe                           | PJ | B  | A  | Pts | Pun |
| ------ | ------------------------- | -------------------------------- | -- | -- | -- | --- | --- |
| 1      | Damien Fleury             | Brûleurs de loups de Grenoble    | 44 | 31 | 38 | 69  | 55  |
| 2      | Nicolas Deschamps         | Brûleurs de loups de Grenoble    | 44 | 16 | 49 | 65  | 30  |
| 3      | Denny Kearney             | Jokers de Cergy-Pontoise         | 42 | 25 | 35 | 60  | 63  |
| 4      | Pierre-Charles Hordelalay | Pionniers de Chamonix Mont-Blanc | 44 | 26 | 33 | 59  | 32  |
| 5      | Phil Marinaccio           | Dragons de Rouen                 | 40 | 34 | 24 | 58  | 36  |

| Clt | Joueur                | Équipe                        | PJ | Min           | BC | Moy  | %Arr | Bl |
| --- | --------------------- | ----------------------------- | -- | ------------- | -- | ---- | ---- | -- |
| 1   | Jakub Štěpánek        | Brûleurs de loups de Grenoble | 39 | 1825 min 52 s | 51 | 1.65 | 93,2 | 5  |
| 2   | Matija Pintarič       | Dragons de Rouen              | 43 | 2328 min 28 s | 85 | 2.12 | 92,7 | 4  |
| 3   | Henri-Corentin Buysse | Gothiques d'Amiens            | 39 | 2006 min 43 s | 80 | 2.29 | 92,0 | 3  |
| 4   | Evan Cowley           | Ducs d'Angers                 | 42 | 2340 min 31 s | 77 | 2.03 | 91,7 | 2  |
| 5   | Julian Junca          | Rapaces de Gap                | 41 | 2037 min 12 s | 93 | 2.66 | 91,0 | 1  |

Mise à jour : 20 avril 2023

### Séries éliminatoires

#### Format
Le format des séries éliminatoires est le suivant :
- Chaque série de playoffs se déroule au meilleur des 7 matchs, la première équipe à 4 victoires passant au tour suivant. Dans chaque série, l'avantage du terrain est donné à la meilleure équipe en saison régulière son classement à l'issue de la saison régulière. À noter que le format a été changé par rapport ce qui était prévu[8].

Les séries se déroulent de la manière suivante :
| Match | Formule prévue  | Formule appliquée pour le premier tour |
| ----- | --------------- | -------------------------------------- |
| 1     | Meilleur bilan  | Meilleur bilan                         |
| 2     | Meilleur bilan  | Meilleur bilan                         |
| 3     | Moins bon bilan | Moins bon bilan                        |
| 4     | Moins bon bilan | Moins bon bilan                        |
| 5     | Meilleur bilan  | Moins bon bilan                        |
| 6     | Moins bon bilan | Meilleur bilan                         |
| 7     | Meilleur bilan  | Meilleur bilan                         |

- Chaque match devant déterminer un vainqueur, il y a une prolongation de 10 minutes en mort subite en cas de match nul à l'issue du temps réglementaire. S'il n'y a toujours pas eu de but, une séance de tirs au but a lieu. S'il y a égalité à l'issue du temps réglementaire d'un match 7, le match continue tant qu'il n'y a pas de but. Il n'y a donc pas de séance de tirs au but.
- En quart de finale, les équipes se rencontrent dans un ordre prédéfini : le 1er de la saison régulière rencontre le 8e de la saison régulière ; le 2e rencontre le 7e ; le 3e rencontre le 6e ; le 4e rencontre le 5e.
- Les vainqueurs se retrouvent en demi-finales où l'organisation est similaire à celle des quarts de finale : le mieux classé contre le moins bien classé, etc.
- En finale c'est également le cas, le mieux classé ayant l'avantage de la glace.

#### Tableau
|  | Quarts de finale | Quarts de finale                 | Quarts de finale         |               |                          | Demi-finales                  | Demi-finales | Demi-finales |  |  | Finale | Finale | Finale |
|  |                  |                                  |                          |               |                          |                               |              |              |  |  |        |        |        |
|  | 1                | Brûleurs de loups de Grenoble    | 4                        |               |                          |                               |              |              |  |  |        |        |        |
|  | 8                | Boxers de Bordeaux               | 0                        |               |                          |                               |              |              |  |  |        |        |        |
|  | 8                | Boxers de Bordeaux               | 0                        |               | 1                        | Brûleurs de loups de Grenoble | 4            |              |  |  |        |        |        |
|  |                  |                                  |                          |               | 1                        | Brûleurs de loups de Grenoble | 4            |              |  |  |        |        |        |
|  |                  | 4                                | Jokers de Cergy-Pontoise | 1             |                          |                               |              |              |  |  |        |        |        |
|  | 4                | 4                                | Jokers de Cergy-Pontoise | 1             | Jokers de Cergy-Pontoise | 4                             |              |              |  |  |        |        |        |
|  | 4                |                                  |                          |               | Jokers de Cergy-Pontoise | 4                             |              |              |  |  |        |        |        |
|  | 5                | Gothiques d'Amiens               | 2                        |               |                          |                               |              |              |  |  |        |        |        |
|  |                  |                                  |                          |               |                          |                               |              |              |  |  | 1      |        | 4      |
|  |                  |                                  | 2                        | Ducs d'Angers | 1                        |                               |              |              |  |  |        |        |        |
|  | 2                | Ducs d'Angers                    | 4                        |               |                          |                               |              |              |  |  |        |        |        |
|  | 7                | Pionniers de Chamonix Mont-Blanc | 0                        |               |                          |                               |              |              |  |  |        |        |        |
|  | 7                | Pionniers de Chamonix Mont-Blanc | 0                        |               | 2                        | Ducs d'Angers                 | 4            |              |  |  |        |        |        |
|  |                  |                                  |                          |               | 2                        | Ducs d'Angers                 | 4            |              |  |  |        |        |        |
|  |                  | 3                                | Dragons de Rouen         | 3             |                          |                               |              |              |  |  |        |        |        |
|  | 3                | 3                                | Dragons de Rouen         | 3             | Dragons de Rouen         | 4                             |              |              |  |  |        |        |        |
|  | 3                |                                  |                          |               | Dragons de Rouen         | 4                             |              |              |  |  |        |        |        |
|  | 6                | Rapaces de Gap                   | 2                        |               |                          |                               |              |              |  |  |        |        |        |

#### Quarts de finale
Les quarts de finale ont lieu du 11 au 19 mars 2022.

##### Grenoble-Bordeaux: 4-0
| 11 mars 2022 | Grenoble | 6-1 (1-1, 4-0, 1-0) | Bordeaux | Patinoire Polesud 3 464 spectateurs |

| Feuille de match | Feuille de match | Feuille de match            | Feuille de match                                | Feuille de match                                                 |
| ---------------- | --- | --------------------------- | ----------------------------------------------- | ---------------------------------------------------------------- |
|                  | - Champagne (Treille, Bisaillon) — 10 min 52 s F. Dair — 21 min 17 s F. Dair (Hardy, Deschamps) — 27 min 56 s Munoz (Onno, Crinon) — 32 min 20 s F. Dair (Onno, Fleury) — 39 min 10 s Fleury (Tuppurainen, Treille) — 49 min 1 s (SN) | 0-1 1-1 2-1 3-1 4-1 5-1 6-1 | Spinozzi (Wideman, Bélisle) — 7 min 32 s (SN) - | Arbitrage : Scolari et Furet Juges de lignes : Margry et Ugolini |
| Garnier          | Gardiens | Fouquerel                   |                                                 | Arbitrage : Scolari et Furet Juges de lignes : Margry et Ugolini |
| 13 min           | Pénalités | 16 min                      |                                                 | Arbitrage : Scolari et Furet Juges de lignes : Margry et Ugolini |
| 47               | Tirs | 18                          |                                                 | Arbitrage : Scolari et Furet Juges de lignes : Margry et Ugolini |

| 12 mars 2022 | Grenoble | 5-0 (2-0, 2-0, 1-0) | Bordeaux | Patinoire Polesud 3 649 spectateurs |

| Feuille de match | Feuille de match | Feuille de match    | Feuille de match | Feuille de match                                                             |
| ---------------- | --- | ------------------- | ---------------- | ---------------------------------------------------------------------------- |
|                  | Fleury (Deschamps, F. Dair) — 10 min 36 s Champagne (Hardy, Koudri) — 14 min 22 s (SN) Tuppurainen (Munoz, Bisaillon) — 30 min 24 s Deschamps (Tuppurainen) — 39 min 29 s (IN) Bisaillon (F. Dair, Baylacq) — 58 min 53 s | 1-0 2-0 3-0 4-0 5-0 | -                | Arbitrage : Barcelo et Rauline Juges de lignes : Constantineau et Thorrignac |
| Garnier          | Gardiens | Richard             |                  | Arbitrage : Barcelo et Rauline Juges de lignes : Constantineau et Thorrignac |
| 29 min           | Pénalités | 8 min               |                  | Arbitrage : Barcelo et Rauline Juges de lignes : Constantineau et Thorrignac |
| 34               | Tirs | 18                  |                  | Arbitrage : Barcelo et Rauline Juges de lignes : Constantineau et Thorrignac |

| 14 mars 2022 | Bordeaux | 1-5 (1-2, 0-3, 0-0) | Grenoble | Patinoire de Mériadeck 1 602 spectateurs |

| Feuille de match | Feuille de match                                 | Feuille de match        | Feuille de match | Feuille de match                                                      |
| ---------------- | ------------------------------------------------ | ----------------------- | --- | --------------------------------------------------------------------- |
|                  | - Bélisle (Paquin, Spinozzi) — 6 min 26 s (IN) - | 0-1 1-1 1-2 1-3 1-4 1-5 | Fleury (Valier, Deschamps) — 3 min 43 s - Champagne (Hardy, F. Dair) — 17 min 45 s Fleury (Valier, Deschamps) — 24 min 12 s Rouhiainen (Jalasvaara, Treille) — 25 min 4 s Treille (Fleury, Rouhiainen) — 39 min 59 s (SN) | Arbitrage : Hauchart et Rauline Juges de lignes : Goncalves et Barthe |
| Richard          | Gardiens                                         | Garnier                 | | Arbitrage : Hauchart et Rauline Juges de lignes : Goncalves et Barthe |
| 14 min           | Pénalités                                        | 8 min                   | | Arbitrage : Hauchart et Rauline Juges de lignes : Goncalves et Barthe |
| 17               | Tirs                                             | 42                      | | Arbitrage : Hauchart et Rauline Juges de lignes : Goncalves et Barthe |

| 15 mars 2022 | Bordeaux | 2-3 (1-1, 0-1, 1-1) | Grenoble | Patinoire de Mériadeck 2 011 spectateurs |

| Feuille de match | Feuille de match                                                                    | Feuille de match    | Feuille de match | Feuille de match                                                   |
| ---------------- | ----------------------------------------------------------------------------------- | ------------------- | --- | ------------------------------------------------------------------ |
|                  | Bélisle (Wideman, Lévèsque) — 1 min 39 s (2 SN) - Bélisle (Wideman) — 47 min 14 s - | 1-0 1-1 1-2 2-2 2-3 | - Tuppurainen (Treille, Jalasvaara) — 14 min 12 s Treille (Champagne) — 26 min 22 s (IN) - Valier (Deschamps, Rouhiainen) — 52 min 35 s | Arbitrage : Garbay et Bliek Juges de lignes : Briolat et Goncalves |
| Fouquerel        | Gardiens                                                                            | Garnier             | | Arbitrage : Garbay et Bliek Juges de lignes : Briolat et Goncalves |
| 30 min           | Pénalités                                                                           | 14 min              | | Arbitrage : Garbay et Bliek Juges de lignes : Briolat et Goncalves |
| 15               | Tirs                                                                                | 32                  | | Arbitrage : Garbay et Bliek Juges de lignes : Briolat et Goncalves |

##### Angers - Chamonix: 4-0
| 11 mars 2022 | Angers | 5-3 (2-1, 2-1, 1-1) | Chamonix | Angers IceParc 3 178 spectateurs |

| Feuille de match | Feuille de match | Feuille de match                | Feuille de match | Feuille de match                                                   |
| ---------------- | --- | ------------------------------- | --- | ------------------------------------------------------------------ |
|                  | Torquato (Farnier, Guenther) — 2 min 12 s - Bouvet (Hardowa, Di Dio Balsamo) — 17 min 17 s Sarliève (Torquato, Llorca) — 20 min 48 s Giroux (Halley) — 22 min 53 s - Torquato (Manning, Ritz) — 50 min 44 s (SN) - | 1-0 1-1 2-1 3-1 4-1 4-2 5-2 5-3 | - Kazarine — 15 min 45 s - Salonen (Marinaccio, Bejmo) — 25 min 11 s (2 SN) - Silfver (Salonen, Marinaccio) — 56 min 18 s | Arbitrage : Bliek et Garbay Juges de lignes : Goncalves et Briolat |
| Cowley           | Gardiens | Sabol                           | | Arbitrage : Bliek et Garbay Juges de lignes : Goncalves et Briolat |
| 8 min            | Pénalités | 6 min                           | | Arbitrage : Bliek et Garbay Juges de lignes : Goncalves et Briolat |
| 38               | Tirs | 23                              | | Arbitrage : Bliek et Garbay Juges de lignes : Goncalves et Briolat |

| 12 mars 2022 | Angers | 5-1 (1-0, 1-1, 3-0) | Chamonix | Angers IceParc 3 217 spectateurs |

| Feuille de match | Feuille de match | Feuille de match        | Feuille de match                        | Feuille de match                                                |
| ---------------- | --- | ----------------------- | --------------------------------------- | --------------------------------------------------------------- |
|                  | Farnier (Torquato, Guenther) — 6 min 45 s Giroux (Halley) — 20 min 10 s - Ritz (Di Dio Balsamo, Dusseau) — 43 min 29 s Bouvet (Sarliève) — 49 min 54 s Di Dio Balsamo (Bouvet, Manavian) — 58 min 24 s (CV) | 1-0 2-0 2-1 3-1 4-1 5-1 | - Černý (Guer, Harjula) — 22 min 59 s - | Arbitrage : Dehaen et Cregut Juges de lignes : Fauvel et Barthe |
| Cowley           | Gardiens | Sabol                   |                                         | Arbitrage : Dehaen et Cregut Juges de lignes : Fauvel et Barthe |
| 6 min            | Pénalités | 8 min                   |                                         | Arbitrage : Dehaen et Cregut Juges de lignes : Fauvel et Barthe |
| 43               | Tirs | 25                      |                                         | Arbitrage : Dehaen et Cregut Juges de lignes : Fauvel et Barthe |

| 14 mars 2022 | Chamonix | 0-6 (0-1, 0-2, 0-3) | Angers | Centre sportif Richard-Bozon 1 056 spectateurs |

| Feuille de match                         | Feuille de match | Feuille de match        | Feuille de match | Feuille de match                                                |
| ---------------------------------------- | ---------------- | ----------------------- | --- | --------------------------------------------------------------- |
|                                          | -                | 0-1 0-2 0-3 0-4 0-5 0-6 | Llorca (Manavian, Giroux) — 12 min 58 s Gaborit (Giroux, Halley) — 23 min 54 s Llorca (Manning, Torquato) — 38 min 29 s (SN) Dusseau (Smith, Torquato) — 45 min 11 s Manavian (Halley, Llorca) Hardowa (Sarliève, Torquato) — 58 min 42 s | Arbitrage : Scolari et Dehaen Juges de lignes : Pointel et Zede |
| Sabol (47 min 12 s) Ginier (12 min 48 s) | Gardiens         | Cowley                  | | Arbitrage : Scolari et Dehaen Juges de lignes : Pointel et Zede |
| 4 min                                    | Pénalités        | 8 min                   | | Arbitrage : Scolari et Dehaen Juges de lignes : Pointel et Zede |
| 38                                       | Tirs             | 40                      | | Arbitrage : Scolari et Dehaen Juges de lignes : Pointel et Zede |

| 15 mars 2022 | Chamonix | 1-3 (0-0, 0-2, 1-1) | Angers | Centre sportif Richard-Bozon 1 138 spectateurs |

| Feuille de match | Feuille de match          | Feuille de match | Feuille de match | Feuille de match                                                   |
| ---------------- | ------------------------- | ---------------- | --- | ------------------------------------------------------------------ |
|                  | - Salonen — 45 min 52 s - | 0-1 0-2 1-2 1-3  | Bouvet (Manning, Torquato) — 31 min 38 s (SN) Halley (Gaborit, Smith) — 37 min 30 s - Gaborit (Giroux, Hardowa) — 59 min 29 s (CV) | Arbitrage : Fabre et Peyre Juges de lignes : Thorrignac et Pointel |
| Sabol            | Gardiens                  | Cowley           | | Arbitrage : Fabre et Peyre Juges de lignes : Thorrignac et Pointel |
| 2 min            | Pénalités                 | 8 min            | | Arbitrage : Fabre et Peyre Juges de lignes : Thorrignac et Pointel |
| 36               | Tirs                      | 30               | | Arbitrage : Fabre et Peyre Juges de lignes : Thorrignac et Pointel |

##### Rouen - Gap: 4-2
| 11 mars 2022 | Rouen | 2-1 (0-0, 2-1, 0-0) | Gap | L'Île Lacroix 3 001 spectateurs |

| Feuille de match | Feuille de match                                                                  | Feuille de match | Feuille de match                                | Feuille de match                                                    |
| ---------------- | --------------------------------------------------------------------------------- | ---------------- | ----------------------------------------------- | ------------------------------------------------------------------- |
|                  | Vīgners (Lampérier, Dorion) — 24 min 49 s - Dorion (Bedin, Gilbert) — 38 min 17 s | 1-0 1-1 2-1      | - Mickēvičs (Lagarde, Bourgeois) — 28 min 3 s - | Arbitrage : Cregut et Barbez Juges de lignes : Thiebault et Debuche |
| Pintarič         | Gardiens                                                                          | Junca            |                                                 | Arbitrage : Cregut et Barbez Juges de lignes : Thiebault et Debuche |
| 6 min            | Pénalités                                                                         | 2 min            |                                                 | Arbitrage : Cregut et Barbez Juges de lignes : Thiebault et Debuche |
| 28               | Tirs                                                                              | 33               |                                                 | Arbitrage : Cregut et Barbez Juges de lignes : Thiebault et Debuche |

| 12 mars 2022 | Rouen | 4-1 (0-1, 1-0, 3-0) | Gap | L'Île Lacroix |

| Feuille de match | Feuille de match | Feuille de match    | Feuille de match           | Feuille de match                                                     |
| ---------------- | --- | ------------------- | -------------------------- | -------------------------------------------------------------------- |
|                  | - Vīgners (Lampérier, Tessier) — 25 min 35 s Caron (Guimond, Gilbert) — 40 min 28 s Nesa (Hervé, Johnston) — 41 min 30 s Vīgners (Yeo) — 53 min 54 s | 0-1 1-1 2-1 3-1 4-1 | Colotti (Correia) — 52 s - | Arbitrage : Bourreau et Furet Juges de lignes : Yssembourg et Douchy |
| Pintarič         | Gardiens | Junca               |                            | Arbitrage : Bourreau et Furet Juges de lignes : Yssembourg et Douchy |
| 0 min            | Pénalités | 10 min              |                            | Arbitrage : Bourreau et Furet Juges de lignes : Yssembourg et Douchy |
| 42               | Tirs | 26                  |                            | Arbitrage : Bourreau et Furet Juges de lignes : Yssembourg et Douchy |

| 14 mars 2022 | Gap | 3-2 (1-1, 1-1, 1-0) | Rouen | Alp'Arena 1 503 spectateurs |

| Feuille de match | Feuille de match | Feuille de match    | Feuille de match                                                                           | Feuille de match                                                 |
| ---------------- | --- | ------------------- | ------------------------------------------------------------------------------------------ | ---------------------------------------------------------------- |
|                  | Colotti (Correia, Goličič) — 3 min 43 s - Goličič (Gutierrez, Langlais) — 25 min 11 s (SN) - Bourgeois (Lorraine, Chapuis) — 51 min 22 s | 1-0 1-1 2-1 2-2 3-2 | - Gilbert (Bedin, Caron) — 9 min 13 s - Gilbert (Chakiachvili, Bedin) — 26 min 50 s (SN) - | Arbitrage : Barcelo et Ernecq Juges de lignes : Margry et Douchy |
| Junca            | Gardiens | Pintarič            |                                                                                            | Arbitrage : Barcelo et Ernecq Juges de lignes : Margry et Douchy |
| 10 min           | Pénalités | 8 min               |                                                                                            | Arbitrage : Barcelo et Ernecq Juges de lignes : Margry et Douchy |
| 31               | Tirs | 29                  |                                                                                            | Arbitrage : Barcelo et Ernecq Juges de lignes : Margry et Douchy |

| 15 mars 2022 | Gap | 4-1 (0-1, 2-0, 2-0) | Rouen | Alp'Arena 2 091 spectateurs |

| Feuille de match | Feuille de match | Feuille de match    | Feuille de match                      | Feuille de match                                                       |
| ---------------- | --- | ------------------- | ------------------------------------- | ---------------------------------------------------------------------- |
|                  | - Prissaint (Joubert, Colotti) — 24 min 15 s Thillet (Chapuis, Junca) — 35 min 32 s Rohat (Lagarde, Bourgeois) — 58 min 23 s (CV) Correia (Langlais) — 59 min 49 s (CV) | 0-1 1-1 2-1 3-1 4-1 | Caron (Gilbert, Bedin) — 6 min 36 s - | Arbitrage : Cregut et Barbez Juges de lignes : Constantineau et Douchy |
| Junca            | Gardiens | Pintarič            |                                       | Arbitrage : Cregut et Barbez Juges de lignes : Constantineau et Douchy |
| 4 min            | Pénalités | 30 min              |                                       | Arbitrage : Cregut et Barbez Juges de lignes : Constantineau et Douchy |
| 33               | Tirs | 27                  |                                       | Arbitrage : Cregut et Barbez Juges de lignes : Constantineau et Douchy |

| 16 mars 2022 | Gap | 1-2 (TB) (1-0, 0-1, 0-0, 0-0, 0-1) | Rouen | Alp'Arena 1 829 spectateurs |

| Feuille de match | Feuille de match                               | Feuille de match | Feuille de match                                                 | Feuille de match                                                    |
| ---------------- | ---------------------------------------------- | ---------------- | ---------------------------------------------------------------- | ------------------------------------------------------------------- |
|                  | Gutierrez (Mickēvičs, Lagarde) — 17 min 19 s - | 1-0 1-1 1-2      | - Nesa (Chakiachvili, Reynaud) — 23 min 42 s Caron — 65 min (TB) | Arbitrage : Scolari et Barcelo Juges de lignes : Pointel et Ugolini |
| Junca            | Gardiens                                       | Pintarič         |                                                                  | Arbitrage : Scolari et Barcelo Juges de lignes : Pointel et Ugolini |
| 17 min           | Pénalités                                      | 19 min           |                                                                  | Arbitrage : Scolari et Barcelo Juges de lignes : Pointel et Ugolini |
| 29               | Tirs                                           | 40               |                                                                  | Arbitrage : Scolari et Barcelo Juges de lignes : Pointel et Ugolini |

| 19 mars 2022 | Rouen | 6-0 (1-0, 3-0, 2-0) | Gap | L'Île Lacroix 3 149 spectateurs |

| Feuille de match | Feuille de match | Feuille de match                         | Feuille de match | Feuille de match                                                      |
| ---------------- | --- | ---------------------------------------- | ---------------- | --------------------------------------------------------------------- |
|                  | Vīgners — 10 min 20 s Lampérier (Vīgners, Chakiachvili) — 20 min 36 s Johnston (Reynaud, Dorion) — 26 min 9 s Dorion (Caron, Vīgners) — 28 min 23 s Tomasino (Chakiachvili, Flood) — 43 min 26 s Lampérier (Gilbert, Chakiachvili) — 47 min 34 s (2 SN) | 1-0 2-0 3-0 4-0 5-0 6-0                  | -                | Arbitrage : Dehaen et Barcelo Juges de lignes : Yssembourg et Debuche |
| Pintarič         | Gardiens | Junca (45 min 17 s) Darier (14 min 40 s) |                  | Arbitrage : Dehaen et Barcelo Juges de lignes : Yssembourg et Debuche |
| 39 min           | Pénalités | 39 min                                   |                  | Arbitrage : Dehaen et Barcelo Juges de lignes : Yssembourg et Debuche |
| 31               | Tirs | 41                                       |                  | Arbitrage : Dehaen et Barcelo Juges de lignes : Yssembourg et Debuche |

##### Cergy-Pontoise - Amiens: 4-2
| 11 mars 2022 | Cergy-Pontoise | 5-4 (pr) (1-1, 3-0, 0-3, 1-0) | Amiens | Aren'ice 1 526 spectateurs |

| Feuille de match | Feuille de match | Feuille de match                     | Feuille de match | Feuille de match                                                 |
| ---------------- | --- | ------------------------------------ | --- | ---------------------------------------------------------------- |
|                  | Kestilä (Sherbinin) — 57 s - Kauppila (Hordelalay, Owre) — 25 min 20 s Hordelalay (Diffley, Owre) — 32 min 23 s (SN) Da Costa (Melin, Suire) — 37 min 17 s - Owre (Abramov, Diffley) — 62 min 40 s | 1-0 1-1 2-1 3-1 4-1 4-2 4-3 4-4 5-4  | - Tiala (Romand, Gibb) — 4 min 33 s - Pearce (Naas, Pretnar) — 49 min 52 s (SN) Pearce (Naas, Pretnar) — 51 min 29 s Matima (Lopatchouk, Pretnar) — 58 min 57 s - | Arbitrage : Rauline et Ernecq Juges de lignes : Douchy et Collin |
| Ylönen           | Gardiens | Buysse (40 min) Savoye (21 min 50 s) | | Arbitrage : Rauline et Ernecq Juges de lignes : Douchy et Collin |
| 24 min           | Pénalités | 16 min                               | | Arbitrage : Rauline et Ernecq Juges de lignes : Douchy et Collin |
| 26               | Tirs | 43                                   | | Arbitrage : Rauline et Ernecq Juges de lignes : Douchy et Collin |

| 12 mars 2022 | Cergy-Pontoise | 3-2 (1-0, 1-2, 1-0) | Amiens | Aren'ice 1 972 spectateurs |

| Feuille de match | Feuille de match | Feuille de match    | Feuille de match                                                                   | Feuille de match                                                       |
| ---------------- | --- | ------------------- | ---------------------------------------------------------------------------------- | ---------------------------------------------------------------------- |
|                  | Suire (Hordelalay) — 3 min 36 s Kestilä (Kearney, Rajamäki) — 25 min 11 s - Rajamäki (Kearney, Dorey) — 41 min 24 s | 1-0 2-0 2-1 2-2 3-2 | - Öhrvall (Lopatchouk, Pacheco) — 29 min 44 s Pearce (Tiala, Gibb) — 32 min 40 s - | Arbitrage : Hauchart et Peyre Juges de lignes : Laboulais et Goncalves |
| Ylönen           | Gardiens | Buysse              |                                                                                    | Arbitrage : Hauchart et Peyre Juges de lignes : Laboulais et Goncalves |
| 51 min           | Pénalités | 35 min              |                                                                                    | Arbitrage : Hauchart et Peyre Juges de lignes : Laboulais et Goncalves |
| 27               | Tirs | 56                  |                                                                                    | Arbitrage : Hauchart et Peyre Juges de lignes : Laboulais et Goncalves |

| 14 mars 2022 | Amiens | 2-1 (1-0, 0-1, 1-0) | Cergy-Pontoise | Coliseum 1 900 spectateurs |

| Feuille de match | Feuille de match                                                                           | Feuille de match | Feuille de match                                 | Feuille de match                                                      |
| ---------------- | ------------------------------------------------------------------------------------------ | ---------------- | ------------------------------------------------ | --------------------------------------------------------------------- |
|                  | Romand (Plagnat, Sabatier) — 10 min 1 s (SN) - Lopatchouk (Leclerc, Öhrvall) — 50 min 25 s | 1-0 1-1 2-1      | - Tait (Rajamäki, Kauppila) — 31 min 50 s (SN) - | Arbitrage : Bliek et Gremion Juges de lignes : Thiebault et Laboulais |
| Buysse           | Gardiens                                                                                   | Ylönen           |                                                  | Arbitrage : Bliek et Gremion Juges de lignes : Thiebault et Laboulais |
| 4 min            | Pénalités                                                                                  | 14 min           |                                                  | Arbitrage : Bliek et Gremion Juges de lignes : Thiebault et Laboulais |
| 26               | Tirs                                                                                       | 26               |                                                  | Arbitrage : Bliek et Gremion Juges de lignes : Thiebault et Laboulais |

| 15 mars 2022 | Amiens | 6-2 (2-0, 2-2, 2-0) | Cergy-Pontoise | Coliseum 2 485 spectateurs |

| Feuille de match | Feuille de match | Feuille de match                | Feuille de match                                                                           | Feuille de match                                                  |
| ---------------- | --- | ------------------------------- | ------------------------------------------------------------------------------------------ | ----------------------------------------------------------------- |
|                  | Plagnat — 14 s Sabatier (Baazzi, Romand) — 5 min 45 s Naas (Baazzi, Pearce) — 23 min 21 s - Baazzi (Pearce, Gibb) Pearce (Naas, Pretnar) Plagnat (Sabatier, Baazzi) | 1-0 2-0 3-0 3-1 3-2 4-2 5-2 6-2 | - Owre (Diffley, Hordelalay) — 31 min 14 s (SN) Owre (Kearney, Hordelalay) — 34 min 49 s - | Arbitrage : Furet et Bourreau Juges de lignes : Debuche et Collin |
| Buysse           | Gardiens | Munson                          |                                                                                            | Arbitrage : Furet et Bourreau Juges de lignes : Debuche et Collin |
| 16 min           | Pénalités | 14 min                          |                                                                                            | Arbitrage : Furet et Bourreau Juges de lignes : Debuche et Collin |
| 25               | Tirs | 31                              |                                                                                            | Arbitrage : Furet et Bourreau Juges de lignes : Debuche et Collin |

| 16 mars 2022 | Amiens | 3-4 (pr) (1-1, 1-1, 1-1, 0-1) | Cergy-Pontoise | Coliseum 1 946 spectateurs |

| Feuille de match | Feuille de match | Feuille de match            | Feuille de match | Feuille de match                                                      |
| ---------------- | --- | --------------------------- | --- | --------------------------------------------------------------------- |
|                  | Pearce (Matima, Naas) — 9 min 57 s (SN) - Matima (Lopatchouk, Naas) — 30 min 40 s (2 SN) Szita (Pretnar) — 46 min 14 s - | 1-0 1-1 1-2 2-2 3-2 3-3 3-4 | - Hordelalay (Owre, Kearney) — 13 min 54 s Diffley (Kearney, Hordelalay) — 27 min 11 s (SN) - Owre (Hordelalay, Lévèsque) — 54 min 56 s (SN) Kestilä (Rajamäki, Kauppila) — 63 min 28 s | Arbitrage : Dehaen et Bourreau Juges de lignes : Laboulais et Debuche |
| Buysse           | Gardiens | Ylönen                      | | Arbitrage : Dehaen et Bourreau Juges de lignes : Laboulais et Debuche |
| 20 min           | Pénalités | 30 min                      | | Arbitrage : Dehaen et Bourreau Juges de lignes : Laboulais et Debuche |
| 27               | Tirs | 37                          | | Arbitrage : Dehaen et Bourreau Juges de lignes : Laboulais et Debuche |

| 19 mars 2022 | Cergy-Pontoise | 4-3 (1-0, 1-1, 2-2) | Amiens | Aren'ice 2 324 spectateurs |

| Feuille de match | Feuille de match | Feuille de match            | Feuille de match | Feuille de match                                                    |
| ---------------- | --- | --------------------------- | --- | ------------------------------------------------------------------- |
|                  | Rajamäki (Kauppila, Kestilä) — 19 min 39 s (SN) - Diffley (Kestilä, Abramov) — 29 min 46 s Hordelalay — 40 min 32 s Hordelalay (Kearney, Owre) — 43 min 31 s - | 1-0 1-1 2-1 3-1 4-1 4-2 4-3 | - Öhrvall (Baazzi, Sabatier) — 25 min 3 s (SN) - Plagnat (Baazzi, Öhrvall) — 52 min 11 s Gibb (Lopatchouk, Coulaud) — 52 min 42 s | Arbitrage : Cregut et Barbez Juges de lignes : Douchy et Thorrignac |
| Ylönen           | Gardiens | Buysse                      | | Arbitrage : Cregut et Barbez Juges de lignes : Douchy et Thorrignac |
| 6 min            | Pénalités | 45 min                      | | Arbitrage : Cregut et Barbez Juges de lignes : Douchy et Thorrignac |
| 26               | Tirs | 28                          | | Arbitrage : Cregut et Barbez Juges de lignes : Douchy et Thorrignac |

#### Demi-finales
Les demi-finales ont lieu du 23 mars au 3 avril 2022.

##### Grenoble - Cergy-Pontoise: 4-1
| 23 mars 2022 | Grenoble | 2-1 (pr) (0-0, 0-1, 1-0, 1-0) | Cergy-Pontoise | Patinoire Polesud 3 523 spectateurs |

| Feuille de match | Feuille de match                                                                           | Feuille de match | Feuille de match                                  | Feuille de match                                                     |
| ---------------- | ------------------------------------------------------------------------------------------ | ---------------- | ------------------------------------------------- | -------------------------------------------------------------------- |
|                  | - Fleury (Tuppurainen, Treille) — 40 min 21 s (SN) Lamarche (Valier, Treille) — 62 min 7 s | 0-1 1-1 2-1      | Hordelalay (Owre, Diffley) — 21 min 15 s (2 SN) - | Arbitrage : Barbez et Cregut Juges de lignes : Zede et Constantineau |
| Štěpánek         | Gardiens                                                                                   | Ylönen           |                                                   | Arbitrage : Barbez et Cregut Juges de lignes : Zede et Constantineau |
| 6 min            | Pénalités                                                                                  | 10 min           |                                                   | Arbitrage : Barbez et Cregut Juges de lignes : Zede et Constantineau |
| 47               | Tirs                                                                                       | 18               |                                                   | Arbitrage : Barbez et Cregut Juges de lignes : Zede et Constantineau |

| 24 mars 2022 | Grenoble | 7-2 (2-1, 3-1, 2-0) | Cergy-Pontoise | Patinoire Polesud 3 632 spectateurs |

| Feuille de match | Feuille de match | Feuille de match                    | Feuille de match                                                                             | Feuille de match                                                |
| ---------------- | --- | ----------------------------------- | -------------------------------------------------------------------------------------------- | --------------------------------------------------------------- |
|                  | Fleury (Treille, Fabre) — 4 min 58 s - Deschamps (Fabre, Valier) — 19 min 45 s Fabre (Tuppurainen) — 24 min 49 s - Crinon (Bisaillon, Deschamps) — 33 min 11 s Hardy (Fleury, Tuppurainen) — 35 min 57 s (SN) Hardy (Valier, Deschamps) — 52 min 45 s (SN) A. Dair (Munoz, Baylacq) — 54 min 10 s | 1-0 1-1 2-1 3-1 3-2 4-2 5-2 6-2 7-2 | - Owre (Rajamäki, Diffley) — 14 min 50 s - Levesque (Kearney, Kauppila) — 28 min 43 s (SN) - | Arbitrage : Fabre et Dehaen Juges de lignes : Ugolini et Margry |
| Štěpánek         | Gardiens | Ylönen                              |                                                                                              | Arbitrage : Fabre et Dehaen Juges de lignes : Ugolini et Margry |
| 17 min           | Pénalités | 13 min                              |                                                                                              | Arbitrage : Fabre et Dehaen Juges de lignes : Ugolini et Margry |
| 36               | Tirs | 20                                  |                                                                                              | Arbitrage : Fabre et Dehaen Juges de lignes : Ugolini et Margry |

| 26 mars 2022 | Cergy-Pontoise | 4-2 (0-1, 1-1, 3-0) | Grenoble | Aren'ice 2 505 spectateurs |

| Feuille de match | Feuille de match | Feuille de match        | Feuille de match                                                                    | Feuille de match                                                  |
| ---------------- | --- | ----------------------- | ----------------------------------------------------------------------------------- | ----------------------------------------------------------------- |
|                  | - Tait (Rajamäki, Kauppila) — 34 min 33 s (SN) Owre (Levesque, Hordelalay) — 43 min 15 s (SN) Kearney (Rajamäki, Kestilä) — 55 min 42 s Rajamäki (Kestilä, Kauppila) — 59 min 54 s (CV) | 0-1 0-2 1-2 2-2 3-2 4-2 | Treille (Fabre, Tuppurainen) — 57 s Treille (Valier, Fleury) — 24 min 35 s (2 SN) - | Arbitrage : Fabre et Bliek Juges de lignes : Margry et Yssembourg |
| Ylönen           | Gardiens | Štěpánek                |                                                                                     | Arbitrage : Fabre et Bliek Juges de lignes : Margry et Yssembourg |
| 12 min           | Pénalités | 32 min                  |                                                                                     | Arbitrage : Fabre et Bliek Juges de lignes : Margry et Yssembourg |
| 30               | Tirs | 35                      |                                                                                     | Arbitrage : Fabre et Bliek Juges de lignes : Margry et Yssembourg |

| 27 mars 2022 | Cergy-Pontoise | 2-5 (1-1, 0-2, 1-2) | Grenoble | Aren'ice 2 312 spectateurs |

| Feuille de match | Feuille de match                                                           | Feuille de match            | Feuille de match | Feuille de match                                                          |
| ---------------- | -------------------------------------------------------------------------- | --------------------------- | --- | ------------------------------------------------------------------------- |
|                  | Tait (Hordelalay) — 58 s - Kauppila (Kearney, Kestilä) — 54 min 5 s (SN) - | 1-0 1-1 1-2 1-3 1-4 2-4 2-5 | - Hardy (Valier, Fleury) — 6 min 12 s Baylacq (F. Dair, Fabre) — 26 min 54 s Tartari (Hardy) — 35 min 13 s Fleury (Deschamps) — 46 min 6 s - Fleury (Fabre, Štěpánek) — 59 min 50 s (CV) | Arbitrage : Cregut et Peyre Juges de lignes : Thorrignac et Constantineau |
| Ylönen           | Gardiens                                                                   | Štěpánek                    | | Arbitrage : Cregut et Peyre Juges de lignes : Thorrignac et Constantineau |
| 10 min           | Pénalités                                                                  | 14 min                      | | Arbitrage : Cregut et Peyre Juges de lignes : Thorrignac et Constantineau |
| 24               | Tirs                                                                       | 26                          | | Arbitrage : Cregut et Peyre Juges de lignes : Thorrignac et Constantineau |

| 29 mars 2022 | Grenoble | 7-0 (2-0, 3-0, 2-0) | Cergy-Pontoise | Patinoire Polesud 3 351 spectateurs |

| Feuille de match | Feuille de match | Feuille de match                | Feuille de match | Feuille de match                                                        |
| ---------------- | --- | ------------------------------- | ---------------- | ----------------------------------------------------------------------- |
|                  | Champagne (Treille, Valier) — 12 min 8 s Treille (Fleury, Rouhiainen) — 17 min 18 s (SN) Fabre (Deschamps, Jalasvaara) — 25 min 30 s Treille (Deschamps, Champagne) — 33 min 46 s (SN) Fleury (Rouhiainen, Onno) — 36 min 56 s A. Dair (Champagne, Treille) — 47 min 12 s Valier — 53 min 6 s (TP) | 1-0 2-0 3-0 4-0 5-0 6-0 7-0     | -                | Arbitrage : Barbez et Cregut Juges de lignes : Ugolini et Constantineau |
| Štěpánek         | Gardiens | Ylönen (40 min) Munson (20 min) |                  | Arbitrage : Barbez et Cregut Juges de lignes : Ugolini et Constantineau |
| 10 min           | Pénalités | 4 min                           |                  | Arbitrage : Barbez et Cregut Juges de lignes : Ugolini et Constantineau |
| 38               | Tirs | 23                              |                  | Arbitrage : Barbez et Cregut Juges de lignes : Ugolini et Constantineau |

##### Angers - Rouen: 4-3
| 23 mars 2022 | Angers | 2-3 (2-1, 0-0, 0-2) | Rouen | Angers IceParc 3 586 spectateurs |

| Feuille de match | Feuille de match                                                                   | Feuille de match    | Feuille de match                                                                                               | Feuille de match                                                       |
| ---------------- | ---------------------------------------------------------------------------------- | ------------------- | --- | ---------------------------------------------------------------------- |
|                  | - Gaborit (Giroux, Halley) — 15 min 28 s Giroux (Hardowa, Gaborit) — 19 min 18 s - | 0-1 1-1 2-1 2-2 2-3 | Dorion (Vīgners, Johnston) — 11 min 35 s (SN) - Tessier (Vīgners, Salve) — 48 min 35 s Lampérier — 51 min 58 s | Arbitrage : Bliek et Rauline Juges de lignes : Goncalves et Yssembourg |
| Cowley           | Gardiens                                                                           | Pintarič            | | Arbitrage : Bliek et Rauline Juges de lignes : Goncalves et Yssembourg |
| 33 min           | Pénalités                                                                          | 11 min              | | Arbitrage : Bliek et Rauline Juges de lignes : Goncalves et Yssembourg |
| 48               | Tirs                                                                               | 27                  | | Arbitrage : Bliek et Rauline Juges de lignes : Goncalves et Yssembourg |

| 24 mars 2022 | Angers | 4-1 (1-1, 0-0, 3-0) | Rouen | Angers IceParc 3 586 spectateurs |

| Feuille de match | Feuille de match | Feuille de match    | Feuille de match                                      | Feuille de match                                                    |
| ---------------- | --- | ------------------- | ----------------------------------------------------- | ------------------------------------------------------------------- |
|                  | - Llorca (Manning, Torquato) — 14 min (SN) Torquato (Bouchard, Smith) — 41 min 36 s Halley (Sarliève, Manning) — 42 min 30 s Manning (Torquato, Ritz) — 51 min 11 s (SN) | 0-1 1-1 2-1 3-1 4-1 | Lampérier (Tessier, Chakiachvili) — 11 min 3 s (SN) - | Arbitrage : Rauline et Peyre Juges de lignes : Douchy et Thorrignac |
| Cowley           | Gardiens | Pintarič            |                                                       | Arbitrage : Rauline et Peyre Juges de lignes : Douchy et Thorrignac |
| 39 min           | Pénalités | 10 min              |                                                       | Arbitrage : Rauline et Peyre Juges de lignes : Douchy et Thorrignac |
| 41               | Tirs | 23                  |                                                       | Arbitrage : Rauline et Peyre Juges de lignes : Douchy et Thorrignac |

| 26 mars 2022 | Rouen | 1-2 (0-1, 1-0, 0-1) | Angers | L'Île Lacroix 3 279 spectateurs |

| Feuille de match | Feuille de match                               | Feuille de match | Feuille de match                                                                       | Feuille de match                                                       |
| ---------------- | ---------------------------------------------- | ---------------- | -------------------------------------------------------------------------------------- | ---------------------------------------------------------------------- |
|                  | - Johnston (Flood, Caron) — 38 min 34 s (SN) - | 0-1 1-1 1-2      | Bouchard (Giroux, Coulombe) — 16 min 47 s (SN) - Hardowa (Manning, Ritz) — 49 min 54 s | Arbitrage : Peyre et Barbez Juges de lignes : Constantineau et Ugolini |
| Pintarič         | Gardiens                                       | Cowley           |                                                                                        | Arbitrage : Peyre et Barbez Juges de lignes : Constantineau et Ugolini |
| 6 min            | Pénalités                                      | 10 min           |                                                                                        | Arbitrage : Peyre et Barbez Juges de lignes : Constantineau et Ugolini |
| 30               | Tirs                                           | 25               |                                                                                        | Arbitrage : Peyre et Barbez Juges de lignes : Constantineau et Ugolini |

| 27 mars 2022 | Rouen | 2-0 (1-0, 0-0, 1-0) | Angers | L'Île Lacroix 2 976 spectateurs |

| Feuille de match | Feuille de match                                                                | Feuille de match | Feuille de match | Feuille de match                                                    |
| ---------------- | ------------------------------------------------------------------------------- | ---------------- | ---------------- | ------------------------------------------------------------------- |
|                  | Vīgners (Lampérier, Tessier) — 31 s Suoranta (Johnston, Tomasino) — 54 min 22 s | 1-0 2-0          | -                | Arbitrage : Bliek et Hauchart Juges de lignes : Douchy et Goncalves |
| Pintarič         | Gardiens                                                                        | Cowley           |                  | Arbitrage : Bliek et Hauchart Juges de lignes : Douchy et Goncalves |
| 12 min           | Pénalités                                                                       | 16 min           |                  | Arbitrage : Bliek et Hauchart Juges de lignes : Douchy et Goncalves |
| 31               | Tirs                                                                            | 27               |                  | Arbitrage : Bliek et Hauchart Juges de lignes : Douchy et Goncalves |

| 29 mars 2022 | Angers | 3-4 (pr) (1-0, 1-2, 1-1, 0-1) | Rouen | Angers IceParc 3 586 spectateurs |

| Feuille de match | Feuille de match | Feuille de match            | Feuille de match | Feuille de match                                                        |
| ---------------- | --- | --------------------------- | --- | ----------------------------------------------------------------------- |
|                  | Llorca (Torquato, Manning) — 18 min 24 s (SN) Ritz (Torquato, Bouvet) — 20 min 34 s (SN) - Torquato — 46 min 45 s (IN) - | 1-0 2-0 2-1 2-2 3-2 3-3 3-4 | - Gilbert (Caron, Dorion) — 24 min 58 s Cantagallo (Leborgne, Reynaud) — 26 min 3 s - Caron (Flood, Vīgners) — 58 min 33 s (JS) Caron (Vīgners) — 63 min 37 s | Arbitrage : Dehaen et Barcelo Juges de lignes : Goncalves et Yssembourg |
| Cowley           | Gardiens | Pintarič                    | | Arbitrage : Dehaen et Barcelo Juges de lignes : Goncalves et Yssembourg |
| 14 min           | Pénalités | 6 min                       | | Arbitrage : Dehaen et Barcelo Juges de lignes : Goncalves et Yssembourg |
| 24               | Tirs | 35                          | | Arbitrage : Dehaen et Barcelo Juges de lignes : Goncalves et Yssembourg |

| 1er avril 2022 | Rouen | 1-4 (1-0, 0-1, 0-3) | Angers | L'Île Lacroix 3 279 spectateurs |

| Feuille de match | Feuille de match                               | Feuille de match    | Feuille de match | Feuille de match                                                    |
| ---------------- | ---------------------------------------------- | ------------------- | --- | ------------------------------------------------------------------- |
|                  | Lampérier (Flood, Tessier) — 16 min 5 s (SN) - | 1-0 1-1 1-2 1-3 1-4 | - Giroux (Halley, Bouvet) — 32 min 47 s Torquato (Llorca) — 54 min 3 s (SN) Manning (Cowley) — 58 min 29 s (CV) Torquato (Halley) — 59 min 36 s (CV) | Arbitrage : Barcelo et Barbez Juges de lignes : Douchy et Goncalves |
| Pintarič         | Gardiens                                       | Cowley              | | Arbitrage : Barcelo et Barbez Juges de lignes : Douchy et Goncalves |
| 6 min            | Pénalités                                      | 8 min               | | Arbitrage : Barcelo et Barbez Juges de lignes : Douchy et Goncalves |
| 22               | Tirs                                           | 33                  | | Arbitrage : Barcelo et Barbez Juges de lignes : Douchy et Goncalves |

| 3 avril 2022 | Angers | 7-1 (2-0, 1-0, 4-1) | Rouen | Angers IceParc 3 586 spectateurs |

| Feuille de match | Feuille de match | Feuille de match                             | Feuille de match                          | Feuille de match                                                         |
| ---------------- | --- | -------------------------------------------- | ----------------------------------------- | ------------------------------------------------------------------------ |
|                  | Torquato (Guenther, Hardowa) — 4 min 20 s Bouvet — 4 min 31 s Llorca (Gaborit) — 29 min 24 s Ritz (Torquato, Manning) — 41 min 29 s (SN) Sarliève (Manning, Torquato) — 43 min 26 s - Di Dio Balsamo (Guenther, Coulombe) — 51 min 7 s Halley (Giroux, Coulombe) — 52 min 50 s (SN) | 1-0 2-0 3-0 4-0 5-0 5-1 6-1 7-1              | - Yeo (Reynaud, Tomasino) — 48 min 12 s - | Arbitrage : Bliek et Dehaen Juges de lignes : Goncalves et Constantineau |
| Cowley           | Gardiens | Pintarič (51 min 54 s) Duquenne (7 min 48 s) |                                           | Arbitrage : Bliek et Dehaen Juges de lignes : Goncalves et Constantineau |
| 8 min            | Pénalités | 8 min                                        |                                           | Arbitrage : Bliek et Dehaen Juges de lignes : Goncalves et Constantineau |
| 35               | Tirs | 30                                           |                                           | Arbitrage : Bliek et Dehaen Juges de lignes : Goncalves et Constantineau |

#### Finale
La finale a lieu du 5 au 17 avril 2022.
| 5 avril 2022 | Grenoble | 5-2 (1-0, 1-1, 3-1) | Angers | Patinoire Polesud 4 208 spectateurs |

| Feuille de match | Feuille de match | Feuille de match            | Feuille de match                                                                    | Feuille de match                                                         |
| ---------------- | --- | --------------------------- | ----------------------------------------------------------------------------------- | ------------------------------------------------------------------------ |
|                  | Treille (Champagne, A. Dair) — 6 min 54 s (SN) Tuppurainen (Deschamps, Jalasvaara) — 21 min 1 s - Tuppurainen (Fleury, Jalasvaara) — 41 min 3 s - Munoz (Fabre, Deschamps) — 52 min 14 s (SN) Tuppurainen (Fleury, Lamarche) — 58 min 11 s (CV) | 1-0 2-0 2-1 3-1 3-2 4-2 5-2 | - Ritz (Llorca, Bouvet) — 24 min 58 s - Farnier (Torquato, Sarliève) — 45 min 2 s - | Arbitrage : Barcelo et Rauline Juges de lignes : Margry et Constantineau |
| Štěpánek         | Gardiens | Cowley                      |                                                                                     | Arbitrage : Barcelo et Rauline Juges de lignes : Margry et Constantineau |
| 41 min           | Pénalités | 13 min                      |                                                                                     | Arbitrage : Barcelo et Rauline Juges de lignes : Margry et Constantineau |
| 37               | Tirs | 23                          |                                                                                     | Arbitrage : Barcelo et Rauline Juges de lignes : Margry et Constantineau |

| 6 avril 2022 | Grenoble | 1-3 (1-1, 0-0, 0-2) | Angers | Patinoire Polesud 4 208 spectateurs |

| Feuille de match | Feuille de match                           | Feuille de match | Feuille de match                                                                          | Feuille de match                                                   |
| ---------------- | ------------------------------------------ | ---------------- | ----------------------------------------------------------------------------------------- | ------------------------------------------------------------------ |
|                  | - Valier (F. Dair, Koudri) — 12 min 59 s - | 0-1 1-1 1-2 1-3  | Bouvet — 8 min 12 s - Halley (Giroux) — 42 min 23 s Halley (Smith, Dusseau) — 45 min 55 s | Arbitrage : Barbez et Cregut Juges de lignes : Douchy et Goncalves |
| Štěpánek         | Gardiens                                   | Cowley           |                                                                                           | Arbitrage : Barbez et Cregut Juges de lignes : Douchy et Goncalves |
| 6 min            | Pénalités                                  | 24 min           |                                                                                           | Arbitrage : Barbez et Cregut Juges de lignes : Douchy et Goncalves |
| 24               | Tirs                                       | 25               |                                                                                           | Arbitrage : Barbez et Cregut Juges de lignes : Douchy et Goncalves |

| 9 avril 2022 | Angers | 4-5 (TB) (1-3, 3-0, 0-1, 0-0, 0-1) | Grenoble | Angers IceParc 3 586 spectateurs |

| Feuille de match | Feuille de match | Feuille de match                    | Feuille de match | Feuille de match                                                      |
| ---------------- | --- | ----------------------------------- | --- | --------------------------------------------------------------------- |
|                  | - Giroux (Gaborit) — 18 min 54 s Farnier — 31 min 7 s Bouvet (Halley, Llorca) — 31 min 57 s Manning (Llorca) — 39 min 43 s (SN) - | 0-1 0-2 0-3 1-3 2-3 3-3 4-3 4-4 4-5 | Fleury — 6 min 55 s Fabre — 10 min 32 s Munoz (Valier, Bisaillon) — 14 min 17 s - Deschamps (Poukkula, Hardy) — 46 min 17 s Treille — 70 min (TB) | Arbitrage : Bliek et Dehaen Juges de lignes : Constantineau et Margry |
| Cowley           | Gardiens | Štěpánek                            | | Arbitrage : Bliek et Dehaen Juges de lignes : Constantineau et Margry |
| 4 min            | Pénalités | 40 min                              | | Arbitrage : Bliek et Dehaen Juges de lignes : Constantineau et Margry |
| 33               | Tirs | 37                                  | | Arbitrage : Bliek et Dehaen Juges de lignes : Constantineau et Margry |

| 10 avril 2022 | Angers | 2-3 (TB) (0-1, 0-0, 2-1, 0-0, 0-1) | Grenoble | Angers IceParc 3 586 spectateurs |

| Feuille de match | Feuille de match                                                                     | Feuille de match    | Feuille de match                                                                                            | Feuille de match                                                     |
| ---------------- | ------------------------------------------------------------------------------------ | ------------------- | --- | -------------------------------------------------------------------- |
|                  | - Manavian (Llorca, Halley) — 46 min - Bouchard (Torquato, Sarliève) — 52 min 39 s - | 0-1 1-1 1-2 2-2 2-3 | Fabre (Treille, Champagne) — 27 s - Poukkula (Deschamps, Tuppurainen) — 51 min 56 s - Treille — 70 min (TB) | Arbitrage : Rauline et Barcelo Juges de lignes : Goncalves et Douchy |
| Cowley           | Gardiens                                                                             | Štěpánek            | | Arbitrage : Rauline et Barcelo Juges de lignes : Goncalves et Douchy |
| 10 min           | Pénalités                                                                            | 24 min              | | Arbitrage : Rauline et Barcelo Juges de lignes : Goncalves et Douchy |
| 33               | Tirs                                                                                 | 35                  | | Arbitrage : Rauline et Barcelo Juges de lignes : Goncalves et Douchy |

| 13 avril 2022 | Grenoble | 5-1 (1-1, 1-0, 3-0) | Angers | Patinoire Polesud 4 208 spectateurs |

| Feuille de match                            | Feuille de match | Feuille de match        | Feuille de match                        | Feuille de match                                                         |
| ------------------------------------------- | --- | ----------------------- | --------------------------------------- | ------------------------------------------------------------------------ |
|                                             | - Deschamps — 13 min 47 s Koudri (Valier) — 37 min 38 s Treille (Tuppurainen, Fleury) — 40 min 21 s (SN) Deschamps (A. Dair) — 48 min 49 s Champagne (Jalasvaara) — 55 min 22 s (IN + CV) | 0-1 1-1 2-1 3-1 4-1 5-1 | Bouvet (Giroux, Halley) — 10 min 34 s - | Arbitrage : Bliek et Dehaen Juges de lignes : Constantineau et Goncalves |
| Štěpánek (57 min 33 s) Garnier (2 min 27 s) | Gardiens | Cowley                  |                                         | Arbitrage : Bliek et Dehaen Juges de lignes : Constantineau et Goncalves |
| 40 min                                      | Pénalités | 17 min                  |                                         | Arbitrage : Bliek et Dehaen Juges de lignes : Constantineau et Goncalves |
| 37                                          | Tirs | 28                      |                                         | Arbitrage : Bliek et Dehaen Juges de lignes : Constantineau et Goncalves |

### Effectif champion
| Vainqueurs de la Ligue Magnus Brûleurs de loups de Grenoble | Gardiens de but : Loïc Corvez, Raphaël Garnier, Maxime Makeev, Jakub Stepanek Défenseurs : Sébastien Bisaillon, Maxime Corvez, Pierre Crinon, Mathis Despatie, Sasha Djigaouri, Antoine Fertin, Luca Galligani, Kyle Hardy, Janne Jalasvaara (A), Maxim Lamarche, Lucien Onno, Jere Rouhiainen, Christophe Tartari, Niklas Terglav Attaquants : Matias Bachelet, Julien Baylacq, Titouan Blanchard, Joël Champagne (C), Aurélien Dair, Flavian Dair, Hugo Dechelle, Loris Delmas, Nicolas Deschamps, Dylan Fabre, Damien Fleury (A), Valentin Grossetete, Adel Koudri, Hugo Letellier, Pierre Messin, Julien Munoz, Emmanuel Navarro, Markus Poukkula, Dov Reboh, Paul Siraudin, Sacha Treille, Jani Tuppurainen, Peter Valier, Malo Ville Entraîneur en chef : Jyrki Aho Entraîneur adjoint : Ari-Pekka Siekkinen |

#### Poule de maintien
Les quatre derniers de la saison régulière s'affrontent dans une poule de relégation sous le format d'un mini-championnat en matches aller-retour à l'issue duquel le dernier est relégué en Division 1. Tous les points acquis en saison régulière sont conservés.

##### Résultats
Le score de l'équipe à domicile, située dans la colonne de gauche, est inscrit en premier.
| Bilan de la poule de maintien | AGL | BRI   | MUL | NIC |
| Anglet                        |     | 1-2Pr | 4-2 | 7-3 |
| Briançon                      | 6-3 |       | 3-5 | 4-1 |
| Mulhouse                      | 3-7 | 5-3   |     | 9-3 |
| Nice                          | 4-1 | 3-5   | 4-2 |     |

Pr. : Prolongation    -    TF : Tirs de fusillade

##### Classement
| Clt   | Équipe   | PJ | V | VP | D | DP | BP | BC | Diff | Pts     |
| ----- | -------- | -- | - | -- | - | -- | -- | -- | ---- | ------- |
| +009, | Nice     | 6  | 2 | 0  | 4 | 0  | 18 | 28 | -10  | 54 (6)  |
| +010, | Anglet   | 6  | 3 | 0  | 2 | 1  | 23 | 20 | +3   | 53 (10) |
| +011, | Mulhouse | 6  | 3 | 0  | 3 | 0  | 26 | 24 | +2   | 51 (9)  |
| +012, | Briançon | 6  | 3 | 1  | 2 | 0  | 23 | 18 | +5   | 43 (11) |

- Nota concernant les points : Le nombre de points indiqué correspond au cumul de points entre la saison régulière et la phase de relégation. Le nombre de points acquis en poule de maintien figure entre parenthèses.

## Division 1

### Équipes engagées
| \| Brest Caen Chambéry Cholet Clermont-Ferrand Dunkerque Épinal Marseille Mont-Blanc Montpellier Nantes Neuilly-sur-Marne Strasbourg Tours \| Localisation des clubs engagés dans le championnat de France de Division 1. |
| Brest Caen Chambéry Cholet Clermont-Ferrand Dunkerque Épinal Marseille Mont-Blanc Montpellier Nantes Neuilly-sur-Marne Strasbourg Tours                                                                                   |

Les équipes engagées en Division 1 sont au nombre de 14.
| Club                           | Classement 2020-2021 | Entraîneur                     | Patinoire                                      | Capacité théorique |
| ------------------------------ | -------------------- | ------------------------------ | ---------------------------------------------- | ------------------ |
| Spartiates de Marseille        | 1er                  | Luc Tardif Junior              | Palais omnisports Marseille Grand Est          | 5 504              |
| Étoile noire de Strasbourg     | 2e                   | Daniel Bourdages               | Patinoire Iceberg                              | 2 400              |
| Corsaires de Nantes            | 3e                   | Martin Lacroix                 | Patinoire du Petit Port                        | 1 060              |
| Bisons de Neuilly-sur-Marne    | 4e                   | François Dusseau               | Patinoire municipale de Neuilly-sur-Marne      | 700                |
| Yétis du Mont-Blanc            | 5e                   | Julien Guimard Charles Lamblin | Patinoire de Saint-Gervais Patinoire de Megève | 1 800 2 900        |
| Dogs de Cholet                 | 6e                   | Julien Pihant                  | Pôle Sportif Glisséo                           | 1 200              |
| Corsaires de Dunkerque         | 7e                   | Pierrick Rézard                | Patinoire Michel-Raffoux                       | 1 400              |
| Éléphants de Chambéry          | 8e                   | Pierre Bergeron                | Patinoire Buisson Rond                         | 1 200              |
| Drakkars de Caen               | 9e                   | Luc Chauvel                    | Patinoire de Caen la mer                       | 1 499              |
| Vipers de Montpellier          | 10e                  | Éric Labrosse                  | Patinoire Végapolis                            | 2 400              |
| Remparts de Tours              | 11e                  | Frank Spinozzi                 | Patinoire de Tours                             | 1 760              |
| Épinal Hockey Club             | 12e                  | Jan Plch                       | Patinoire de Poissompré                        | 2 500              |
| Albatros de Brest              | 13e                  | Claude Devèze                  | Rïnkla Stadium                                 | 1 200              |
| Sangliers Arvernes de Clermont | 14e                  | Michal Divisek                 | Patinoire Clermont Communauté                  | 2 500              |

### Saison régulière
La saison régulière se joue du 9 octobre 2021 au 12 mars 2022. Les quatorze équipes sont réunies au sein d'une poule unique qui se joue en matchs aller-retour.
Les huit premiers se qualifient pour les séries éliminatoires, dont le vainqueur sera promu en Synerglace Ligue Magnus, après validation par la CNSCG.

#### Résultats
Le score de l'équipe à domicile, située dans la colonne de gauche, est inscrit en premier.
| Résultats (dom.\ext.)                                              | BRE   | CAE   | CHM   | CHO   | CLE  | DUN   | ÉPI   | MAR   | MON   | M-B   | NAN   | NEU   | STR   | TRS   |
| Albatros de Brest                                                  |       | 4-3Pr | 4-1   | 3-2   | 10-3 | 10-3  | 4-3   | 4-3Pr | 3-2   | 4-2   | 3-2TF | 7-5   | 5-2   | 2-1   |
| Drakkars de Caen                                                   | 3-2Pr |       | 2-1TF | 3-1   | 3-1  | 3-0   | 3-1   | 1-3   | 3-1   | 1-3   | 4-3TF | 4-1   | 2-1TF | 2-3Pr |
| Éléphants de Chambéry                                              | 4-3Pr | 2-1   |       | 1-7   | 5-2  | 3-4   | 4-3Pr | 6-4   | 2-0   | 2-5   | 1-4   | 5-4Pr | 6-2   | 8-3   |
| Dogs de Cholet                                                     | 4-2   | 4-5Pr | 3-4   |       | 14-0 | 4-2   | 8-2   | 5-2   | 4-2   | 6-5   | 3-4   | 6-1   | 4-3   | 2-0   |
| Sangliers Arvernes de Clermont                                     | 3-7   | 1-4   | 4-3TF | 1-8   |      | 3-6   | 0-7   | 2-4   | 2-4   | 3-6   | 1-6   | 2-10  | 3-9   | 1-4   |
| Corsaires de Dunkerque                                             | 2-6   | 2-5   | 2-1   | 3-1   | 4-1  |       | 1-2   | 5-6   | 4-2   | 6-3   | 5-2   | 2-5   | 4-3   | 4-5   |
| Épinal Hockey Club                                                 | 3-4   | 3-2TF | 5-0   | 2-5   | 8-1  | 0-3   |       | 2-3TF | 2-1Pr | 6-0   | 2-0   | 5-6   | 1-3   | 4-3   |
| Spartiates de Marseille                                            | 3-4TF | 3-4   | 2-5   | 2-1TF | 5-1  | 4-5Pr | 3-4TF |       | 5-3   | 6-3   | 5-4Pr | 2-5   | 2-5   | 5-4   |
| Vipers de Montpellier                                              | 0-6   | 3-2   | 5-0   | 1-4   | 7-2  | 4-3   | 1-3   | 5-6   |       | 1-5   | 1-3   | 4-5Pr | 6-10  | 7-6   |
| Yétis du Mont-Blanc                                                | 4-2   | 4-1   | 5-2   | 3-2   | 4-2  | 6-2   | 1-5   | 2-5   | 5-2   |       | 2-7   | 5-0   | 2-3TF | 4-1   |
| Corsaires de Nantes                                                | 5-2   | 1-2TF | 6-3   | 1-2Pr | 11-2 | 4-3   | 5-4Pr | 7-3   | 7-1   | 4-5   |       | 6-2   | 5-4   | 3-2Pr |
| Bisons de Neuilly-sur-Marne                                        | 1-2   | 6-3   | 6-4   | 3-4   | 8-4  | 4-3   | 3-5   | 6-3   | 2-1   | 2-6   | 5-4   |       | 5-6Pr | 5-3   |
| Étoile noire de Strasbourg                                         | 2-5   | 4-1   | 3-2Pr | 2-3   | 5-1  | 6-3   | 2-1   | 6-3   | 2-3   | 3-2Pr | 6-7TF | 2-3   |       | 5-4   |
| Remparts de Tours                                                  | 5-6   | 3-2   | 11-0  | 1-2   | 4-0  | 3-4Pr | 4-7   | 1-5   | 3-4TF | 1-4   | 5-4   | 4-7   | 5-4   |       |
| - Victoire à domicile - Victoire à l'extérieur - Match non disputé |       |       |       |       |      |       |       |       |       |       |       |       |       |       |

Pr. : Prolongation    -    TF : Tirs de fusillade

#### Classement
Pour l'attribution des points, voir la section « Règlement » ci-dessus.
| Clt   | Équipe            | PJ | V  | VP | D  | DP | BP  | BC  | Diff | Pts     |
| ----- | ----------------- | -- | -- | -- | -- | -- | --- | --- | ---- | ------- |
| +001, | Brest             | 26 | 17 | 4  | 3  | 2  | 114 | 71  | +43  | 61      |
| +002, | Cholet            | 26 | 17 | 1  | 6  | 2  | 108 | 58  | +50  | 55      |
| +003, | Nantes            | 26 | 13 | 3  | 5  | 5  | 115 | 78  | +37  | 50      |
| +004, | Mont-Blanc        | 26 | 16 | 0  | 8  | 2  | 96  | 79  | +17  | 50      |
| +005, | Neuilly-sur-Marne | 26 | 14 | 1  | 9  | 2  | 110 | 102 | +8   | 46      |
| +006, | Caen              | 26 | 9  | 6  | 8  | 3  | 69  | 61  | +8   | 42      |
| +007, | Épinal            | 26 | 11 | 3  | 9  | 3  | 90  | 70  | +20  | 42      |
| +008, | Strasbourg        | 26 | 10 | 4  | 10 | 2  | 103 | 88  | +15  | 40      |
| +009, | Marseille         | 26 | 10 | 3  | 9  | 4  | 97  | 100 | -3   | 40      |
| +010, | Dunkerque         | 26 | 10 | 2  | 14 | 0  | 85  | 96  | -11  | 34      |
| +011, | Chambéry          | 26 | 9  | 2  | 12 | 3  | 75  | 100 | -25  | 32 (-1) |
| +012, | Montpellier       | 26 | 7  | 1  | 16 | 2  | 71  | 99  | -28  | 25      |
| +013, | Tours             | 26 | 7  | 1  | 15 | 3  | 89  | 101 | -12  | 20 (-6) |
| +014, | Clermont-Ferrand  | 26 | 0  | 1  | 25 | 0  | 46  | 166 | -120 | 2       |

- Qualifié pour les séries éliminatoires
- Dispute la phase de relégation

### Séries éliminatoires

#### Play-offs
Les séries éliminatoires se jouent du 19 mars 2022 au 24 avril 2022. Les 8 équipes les mieux classées à l'issue de la saison régulière sont qualifiées pour les quarts de finale des séries éliminatoires.
Chaque tour se dispute au meilleur des 5 matches. Le vainqueur de la finale est sacré champion de Division 1 et est promu en Ligue Magnus.
Les deux premiers sont joués chez l'équipe la mieux classée, les deux suivants chez la moins bien classée et le dernier chez la mieux classée.
Chaque match devant déterminer un vainqueur, il y a une prolongation de 10 minutes à 3 contre 3 en mort subite en cas de match nul à l'issue du temps réglementaire. S'il n'y a toujours pas eu de but, une séance de tirs au but a lieu. S'il y a égalité à l'issue du temps réglementaire lors du match 5 de la finale, le match continue tant qu'il n'y a pas de but. Il n'y a donc pas de séance de tirs au but.
|  |                             |                   |                     |                  |                  |                  |                  |                   |     |              |              |                     |              |              |              |                   |     |   |        |        |        |        |        |        |        |  |
|  | Quarts de finale            | Quarts de finale  | Quarts de finale    | Quarts de finale | Quarts de finale | Quarts de finale | Quarts de finale |                   |     | Demi-finales | Demi-finales | Demi-finales        | Demi-finales | Demi-finales | Demi-finales | Demi-finales      |     |   | Finale | Finale | Finale | Finale | Finale | Finale | Finale |  |
|  | 19 au 27 mars 2022          |                   |                     |                  |                  |                  |                  |                   |     |              |              |                     |              |              |              |                   |     |   |        |        |        |        |        |        |        |  |
|  |                             |                   |                     |                  |                  |                  |                  |                   |     |              |              |                     |              |              |              |                   |     |   |        |        |        |        |        |        |        |  |
|  | Albatros de Brest           | (1)               | 1                   | 1                | 3                | 5                | 7                |                   |     |              |              |                     |              |              |              |                   |     |   |        |        |        |        |        |        |        |  |
|  | Albatros de Brest           | (1)               | 1                   | 1                | 3                | 5                | 7                | 2 au 6 avril 2022 |     |              |              |                     |              |              |              |                   |     |   |        |        |        |        |        |        |        |  |
|  | Étoile noire de Strasbourg  | (8)               | 2                   | 0                | 4                | 4                | 4                |                   |     |              |              |                     |              |              |              |                   |     |   |        |        |        |        |        |        |        |  |
|  | Étoile noire de Strasbourg  | (8)               | 2                   | 0                | 4                | 4                | 4                | Albatros de Brest | (1) | 3            | 4            | 9                   |              |              |              |                   |     |   |        |        |        |        |        |        |        |  |
|  | 19 au 24 mars 2022          |                   |                     |                  |                  |                  |                  | Albatros de Brest | (1) | 3            | 4            | 9                   |              |              |              |                   |     |   |        |        |        |        |        |        |        |  |
|  |                             |                   | Yétis du Mont-Blanc | (4)              | 2                | 3                | 1                |                   |     |              |              |                     |              |              |              |                   |     |   |        |        |        |        |        |        |        |  |
|  | Yétis du Mont-Blanc         | (4)               | Yétis du Mont-Blanc | (4)              | 2                | 3                | 1                | 4                 | 2   | 1            | 6            |                     |              |              |              |                   |     |   |        |        |        |        |        |        |        |  |
|  | Yétis du Mont-Blanc         | (4)               |                     |                  |                  |                  |                  | 4                 | 2   | 1            | 6            | 16 au 21 avril 2022 |              |              |              |                   |     |   |        |        |        |        |        |        |        |  |
|  | Bisons de Neuilly-sur-Marne | (5)               | 3                   | 1                | 3                | 4                |                  |                   |     |              |              |                     |              |              |              |                   |     |   |        |        |        |        |        |        |        |  |
|  | Bisons de Neuilly-sur-Marne | (5)               | 3                   | 1                | 3                | 4                |                  |                   |     |              |              |                     |              |              |              | Albatros de Brest | (1) | 5 | 2      | 1      | 4      |        |        |        |        |  |
|  | 19 au 27 mars 2022,         |                   |                     |                  |                  |                  |                  |                   |     |              |              |                     |              |              |              | Albatros de Brest | (1) | 5 | 2      | 1      | 4      |        |        |        |        |  |
|  |                             | Dogs de Cholet    | (2)                 | 1                | 0                | 2                | 0                |                   |     |              |              |                     |              |              |              |                   |     |   |        |        |        |        |        |        |        |  |
|  | Dogs de Cholet              | Dogs de Cholet    | (2)                 | 1                | 0                | 2                | 0                | (2)               | 3   | 1            | 4            | 4                   | 5            |              |              |                   |     |   |        |        |        |        |        |        |        |  |
|  | Dogs de Cholet              | 2 au 6 avril 2022 |                     |                  |                  |                  |                  | (2)               | 3   | 1            | 4            | 4                   | 5            |              |              |                   |     |   |        |        |        |        |        |        |        |  |
|  | Épinal Hockey Club          | (7)               | 2                   | 4                | 3                | 5                | 3                |                   |     |              |              |                     |              |              |              |                   |     |   |        |        |        |        |        |        |        |  |
|  | Épinal Hockey Club          | (7)               | 2                   | 4                | 3                | 5                | 3                | Dogs de Cholet    | (2) | 6            | 2            | 3                   |              |              |              |                   |     |   |        |        |        |        |        |        |        |  |
|  | 19 au 24 mars 2022          |                   |                     |                  |                  |                  |                  | Dogs de Cholet    | (2) | 6            | 2            | 3                   |              |              |              |                   |     |   |        |        |        |        |        |        |        |  |
|  |                             |                   | Corsaires de Nantes | (3)              | 2                | 0                | 2                |                   |     |              |              |                     |              |              |              |                   |     |   |        |        |        |        |        |        |        |  |
|  | Corsaires de Nantes         | (3)               | Corsaires de Nantes | (3)              | 2                | 0                | 2                | 2                 | 3   | 2            | 4            |                     |              |              |              |                   |     |   |        |        |        |        |        |        |        |  |
|  | Corsaires de Nantes         | (3)               |                     |                  |                  |                  |                  | 2                 | 3   | 2            | 4            |                     |              |              |              |                   |     |   |        |        |        |        |        |        |        |  |
|  | Drakkars de Caen            | (6)               | 1                   | 0                | 3                | 1                |                  |                   |     |              |              |                     |              |              |              |                   |     |   |        |        |        |        |        |        |        |  |
|  | Drakkars de Caen            | (6)               | 1                   | 0                | 3                | 1                |                  |                   |     |              |              |                     |              |              |              |                   |     |   |        |        |        |        |        |        |        |  |

##### Finale
- Brest - Cholet : 3-1

| 16 avril 2022 | Brest | 5-1 (3-1, 1-0, 1-0) | Cholet | Rïnkla Stadium 1 265 spectateurs |

| Feuille de match | Feuille de match | Feuille de match        | Feuille de match                            | Feuille de match                                                  |
| ---------------- | --- | ----------------------- | ------------------------------------------- | ----------------------------------------------------------------- |
|                  | - G. Avenel (Vrána, Favarin) — 4 min 54 s Tremblay (Virtala, Drolet) — 15 min 52 s (SN) Vrána (G. Avenel, Kubalík) — 16 min 59 s Rudl (Kubalík, Vrána) — 35 min 38 s Tremblay (Virtala, Henderson) — 57 min 50 s (CV) | 0-1 1-1 2-1 3-1 4-1 5-1 | Lardière (Vepsäläinen, Karsh) — 55 s (SN) - | Arbitrage : Picavet et Scolari Juges de lignes : Salmon et Metais |
| Blažek           | Gardiens | Luba                    |                                             | Arbitrage : Picavet et Scolari Juges de lignes : Salmon et Metais |
| 8 min            | Pénalités | 10 min                  |                                             | Arbitrage : Picavet et Scolari Juges de lignes : Salmon et Metais |
| 41               | Tirs | 31                      |                                             | Arbitrage : Picavet et Scolari Juges de lignes : Salmon et Metais |

| 17 avril 2022 | Brest | 2-0 (2-0, 0-0, 0-0) | Cholet | Rïnkla Stadium 1 311 spectateurs |

| Feuille de match | Feuille de match                                                           | Feuille de match | Feuille de match | Feuille de match                                               |
| ---------------- | -------------------------------------------------------------------------- | ---------------- | ---------------- | -------------------------------------------------------------- |
|                  | Rudl (Gibert, G. Avenel) — 5 min 33 s Rudl (Tremblay, Drolet) — 6 min 34 s | 1-0 2-0          | -                | Arbitrage : Fabre et Garbay Juges de lignes : Salmon et Metais |
| Blažek           | Gardiens                                                                   | Luba             |                  | Arbitrage : Fabre et Garbay Juges de lignes : Salmon et Metais |
| 18 min           | Pénalités                                                                  | 8 min            |                  | Arbitrage : Fabre et Garbay Juges de lignes : Salmon et Metais |
| 23               | Tirs                                                                       | 36               |                  | Arbitrage : Fabre et Garbay Juges de lignes : Salmon et Metais |

| 20 avril 2022 | Cholet | 2-1 (0-1, 0-0, 2-0) | Brest | Complexe sportif Glisséo 1 045 spectateurs |

| Feuille de match | Feuille de match                                                           | Feuille de match | Feuille de match                       | Feuille de match                                                 |
| ---------------- | -------------------------------------------------------------------------- | ---------------- | -------------------------------------- | ---------------------------------------------------------------- |
|                  | - Vepsäläinen (Luedtke) — 51 min 1 s Luedtke (Torrel, Karsh) — 58 min 54 s | 0-1 1-1 2-1      | Virtala (Drolet) — 8 min 54 s (2 SN) - | Arbitrage : Fabre et Scolari Juges de lignes : Fauvel et Debuche |
| Luba             | Gardiens                                                                   | Blažek           |                                        | Arbitrage : Fabre et Scolari Juges de lignes : Fauvel et Debuche |
| 12 min           | Pénalités                                                                  | 6 min            |                                        | Arbitrage : Fabre et Scolari Juges de lignes : Fauvel et Debuche |
| 45               | Tirs                                                                       | 42               |                                        | Arbitrage : Fabre et Scolari Juges de lignes : Fauvel et Debuche |

| 21 avril 2022 | Cholet | 0-4 (0-1, 0-0, 0-3) | Brest | Complexe sportif Glisséo 1 055 spectateurs |

| Feuille de match | Feuille de match | Feuille de match | Feuille de match | Feuille de match                                                |
| ---------------- | ---------------- | ---------------- | --- | --------------------------------------------------------------- |
|                  | -                | 0-1 0-2 0-3 0-4  | Drolet (Virtala, Kubalík) — 10 min 34 s (SN) G. Avenel — 48 min 29 s Vrána (Kubalík) — 50 min 37 s Rudl — 52 min 31 s (IN + CV) | Arbitrage : Garbay et Fabre Juges de lignes : Fauvel et Debuche |
| Luba             | Gardiens         | Blažek           | | Arbitrage : Garbay et Fabre Juges de lignes : Fauvel et Debuche |
| 15 min           | Pénalités        | 33 min           | | Arbitrage : Garbay et Fabre Juges de lignes : Fauvel et Debuche |
| 48               | Tirs             | 32               | | Arbitrage : Garbay et Fabre Juges de lignes : Fauvel et Debuche |

#### Poule de maintien
Les quatre derniers de la saison régulière s'affrontent dans une poule de relégation sous le format d'un mini-championnat en matches aller-retour à l'issue duquel le dernier est relégué en Division 2. Les résultats des confrontations entre chaque équipe durant la saison régulière sont conservés.

##### Résultats
Le score de l'équipe à domicile, située dans la colonne de gauche, est inscrit en premier.
| Bilan de la saison régulière                                       | CHM   | CLE | MON   | TRS |
| Éléphants de Chambéry                                              |       | 5-2 | 2-0   | 8-3 |
| Sangliers Arvernes de Clermont                                     | 4-3TF |     | 2-4   | 1-4 |
| Vipers de Montpellier                                              | 5-0   | 7-2 |       | 7-6 |
| Remparts de Tours                                                  | 11-0  | 4-0 | 3-4TF |     |
| - Victoire à domicile - Victoire à l'extérieur - Match non disputé |       |     |       |     |

| Bilan de la poule de maintien                                      | CHM   | CLE | MON | TRS |
| Éléphants de Chambéry                                              |       | 9-0 | 3-4 | 2-4 |
| Sangliers Arvernes de Clermont                                     | 0-7   |     | 6-4 | 3-8 |
| Vipers de Montpellier                                              | 4-5Pr | 8-3 |     | 2-4 |
| Remparts de Tours                                                  | 6-5   | 6-2 | 4-0 |     |
| - Victoire à domicile - Victoire à l'extérieur - Match non disputé |       |     |     |     |

Pr. : Prolongation    -    TF : Tirs de fusillade

##### Classement
| Clt   | Équipe           | PJ | V | VP | D  | DP | BP | BC | Diff | Pts     |
| ----- | ---------------- | -- | - | -- | -- | -- | -- | -- | ---- | ------- |
| +011, | Tours            | 12 | 9 | 0  | 2  | 1  | 63 | 34 | +29  | 28 (18) |
| +012, | Montpellier      | 12 | 6 | 1  | 4  | 1  | 49 | 40 | +9   | 21 (10) |
| +013, | Chambéry         | 12 | 5 | 1  | 5  | 1  | 49 | 43 | +6   | 18 (8)  |
| +014, | Clermont-Ferrand | 12 | 1 | 1  | 10 | 0  | 25 | 69 | -44  | 5 (3)   |

- relégué en Division 2

- Date de mise à jour : 14 avril 2022
- Nota concernant les points : Le nombre de points indiqué correspond au cumul de points entre la saison régulière et la phase de relégation. Le nombre de points acquis en poule de maintien figure entre parenthèses.

## Division 2

### Équipes engagées
Les équipes engagées en Division 2 sont donc au nombre de vingt (dont trois équipes réserves). Elles sont réparties en deux poules de dix :
| Club                           | Classement 2019-2020 | Entraîneur             | Patinoire                                                   | Capacité théorique |
| ------------------------------ | -------------------- | ---------------------- | ----------------------------------------------------------- | ------------------ |
| Comètes de Meudon              | 2e (Poule A)         | Sylvain Codère         | Sport Station de Meudon                                     | 666                |
| Français volants de Paris      | 3e (Poule A)         | James Tibbetts         | Patinoire Sonja-Henie                                       | 350                |
| Dragons de Rouen II            | 4e (Poule A)         | Ari Salo               | L'Île Lacroix                                               | 3 279              |
| Red Dogs d'Amnéville           | 5e (Poule A)         | Jan Soldán             | Patinoire du Centre de Loisirs                              | 550                |
| Jets d'Évry Viry               | 6e (Poule A)         | Thibaud Saintecroix    | Patinoire des Lacs de l'Essonne Patinoire François Le Comte | 900 250            |
| Lions de Wasquehal             | 7e (Poule A)         | Fabien Chardon         | Patinoire Serge Charles Lille                               | 400                |
| Diables rouges de Valenciennes | 8e (Poule A)         | Romain Sadoine         | Patinoire Valigloo                                          | 1500               |
| Coqs de Courbevoie             | 10e (Poule A)        | Pierre-Mathieu Maillot | Patinoire municipale de Courbevoie                          | 700                |
| Phénix de Reims                | 1er (D3 Poule B)     | Ivan Bock              | Patinoire Albert 1er                                        | 700                |
| Ducs d'Angers II               | 2e (D3 Poule A)      | Pierre-Yves Albert     | Angers IceParc                                              | 3 520              |

| Club                         | Classement 2019-2020 | Entraîneur               | Patinoire                                                                      | Capacité théorique |
| ---------------------------- | -------------------- | ------------------------ | ------------------------------------------------------------------------------ | ------------------ |
| Pingouins de Morzine-Avoriaz | 1er (Poule B)        | Stéphane Gros            | Škoda Arena                                                                    | 1 280              |
| Ours de Villard-de-Lans      | 2e (Poule B)         | Pierre-Antoine Simonneau | Patinoire André Ravix                                                          | 2 000              |
| Lynx de Valence              | 3e (Poule B)         | Jan Dlouhý               | Le Polygone                                                                    | 1 000              |
| Bouquetins du HCMP           | 4e (Poule B)         | Pierre Rossat-Mignod     | Patinoire de Courchevel Patinoire de Méribel Patinoire de Pralognan-la-Vanoise | 1 000 2 500 1 800  |
| Renards de Roanne            | 5e (Poule B)         | Romain Bonnefond         | Patinoire Fontalon                                                             | 1 350              |
| Bélougas de Toulouse-Blagnac | 6e (Poule B)         | Eddy Martin-Whalen       | Patinoire Jacques-Raynaud Patinoire Alex Jany                                  | 1 200 981          |
| Chevaliers du lac d'Annecy   | 7e (Poule B)         | Stéphane Barin           | Complexe Jean Régis                                                            | 1 650              |
| Grizzlys de Vaujany          | 8e (Poule B)         | Edo Terglav              | Patinoire de Vaujany                                                           | 900                |
| Titans de Colmar             | 9e (Poule B)         | Tarik Chipaux            | Patinoire de Colmar                                                            | 1 200              |
| Dragons de Poitiers          | 1er (D3 Poule C)     | Frank Fazilleau          | Patinoire municipale de Poitiers                                               | 810                |

### Saison régulière
La saison régulière se joue du 9 octobre 2021 au 26 février 2022.
Les huit premiers de chaque poule se qualifient pour les séries éliminatoires qui se jouent en matchs aller-retour en huitièmes de finale. Les quarts de finale, demi-finales et la finale se déroulent au meilleur des trois matchs ; la 1re rencontre se joue chez l'équipe la moins bien classée, la 2e et éventuellement la 3e chez la mieux classée. Le vainqueur de la finale est sacré champion de Division 2. Il est promu en Division 1.
Les deux derniers de chaque poule jouent une phase de relégation. Cette phase est un mini-championnat en matchs aller-retour à l'issue duquel les deux derniers sont relégués en Division 3.

#### Poule A
Le score de l'équipe à domicile, située dans la colonne de gauche, est inscrit en premier.
| Résultats (dom.\ext.)                                              | AMN  | ANG   | COU   | ÉVY  | MEU  | PAR   | REI   | ROU   | VAC   | WAS   |
| Red Dogs d'Amnéville                                               |      | 2-3Pr | 3-4   | 5-3  | 1-3  | 1-9   | 3-0   | 3-7   | 4-3Pr | 0-1   |
| Ducs d'Angers II                                                   | 1-3  |       | 0-3   | 10-2 | 3-6  | 6-5   | 5-6Pr | 2-4   | 3-4   | 4-3TF |
| Coqs de Courbevoie                                                 | 1-8  | 5-4TF |       | 3-4  | 2-7  | 3-7   | 3-5   | 2-3TF | 1-3   | 2-4   |
| Jets d'Évry Viry                                                   | 3-6  | 4-5   | 7-5   |      | 2-9  | 5-6Pr | 3-7   | 6-3   | 5-6Pr | 2-0   |
| Comètes de Meudon                                                  | 10-1 | 2-1   | 10-1  | 5-0  |      | 4-3Pr | 2-1   | 4-1   | 6-3   | 5-1   |
| Français volants de Paris                                          | 5-3  | 5-2   | 5-7   | 8-2  | 5-9  |       | 4-5Pr | 5-4   | 5-1   | 2-7   |
| Phénix de Reims                                                    | 2-4  | 1-4   | 4-3   | 6-4  | 5-6  | 4-3   |       | 5-3   | 1-0   | 6-3   |
| Dragons de Rouen II                                                | 2-4  | 2-5   | 3-2Pr | 4-3  | 3-10 | 8-5   | 7-1   |       | 5-1   | 4-1   |
| Diables rouges de Valenciennes                                     | 10-1 | 4-3   | 3-1   | 3-4  | 5-3  | 7-3   | 2-1   | 6-3   |       | 6-0   |
| Lions de Wasquehal                                                 | 3-1  | 2-1Pr | 2-0   | 6-8  | 3-7  | 6-5Pr | 6-1   | 3-2Pr | 2-3   |       |
| - Victoire à domicile - Victoire à l'extérieur - Match non disputé |      |       |       |      |      |       |       |       |       |       |

Pr. : Prolongation    -    TF : Tirs de fusillade
| Clt   | Équipe       | PJ | V  | VP | D  | DP | BP  | BC | Diff | Pts |
| ----- | ------------ | -- | -- | -- | -- | -- | --- | -- | ---- | --- |
| +001, | Meudon       | 18 | 16 | 1  | 1  | 0  | 108 | 41 | +67  | 50  |
| +002, | Valenciennes | 18 | 11 | 1  | 5  | 1  | 70  | 51 | +19  | 36  |
| +003, | Reims        | 18 | 8  | 2  | 8  | 0  | 61  | 65 | -4   | 28  |
| +004, | Rouen II     | 18 | 7  | 2  | 8  | 1  | 68  | 68 | +0   | 26  |
| +005, | Paris        | 18 | 7  | 1  | 7  | 3  | 90  | 84 | +6   | 26  |
| +006, | Wasquehal    | 18 | 6  | 3  | 8  | 1  | 53  | 59 | -6   | 25  |
| +007, | Amnéville    | 18 | 7  | 1  | 9  | 1  | 53  | 70 | -17  | 24  |
| +008, | Angers II    | 18 | 5  | 2  | 8  | 3  | 62  | 63 | -1   | 22  |
| +009, | Évry Viry    | 18 | 6  | 1  | 10 | 1  | 67  | 97 | -30  | 20  |
| +010, | Courbevoie   | 18 | 3  | 1  | 13 | 2  | 48  | 82 | -34  | 12  |

- Qualifié pour les huitièmes de finale
- Dispute la poule de maintien

#### Poule B
Le score de l'équipe à domicile, située dans la colonne de gauche, est inscrit en premier.
| Résultats (dom.\ext.)                                              | ANN | COL   | CMP   | MOR   | POI  | ROA   | TLS | VAL   | VAU   | VIL   |
| Chevaliers du lac d'Annecy                                         |     | 7-5   | 4-5Pr | 7-5   | 7-1  | 5-4   | 2-1 | 4-2   | 6-2   | 2-1   |
| Titans de Colmar                                                   | 7-6 |       | 5-9   | 4-8   | 5-0  | 3-1   | 2-8 | 7-5   | 3-6   | 2-5   |
| Bouquetins du HCMP                                                 | 3-4 | 8-3   |       | 3-8   | 13-3 | 8-9Pr | 2-6 | 7-3   | 5-4Pr | 5-2   |
| Pingouins de Morzine-Avoriaz                                       | 4-6 | 7-1   | 10-2  |       | 8-1  | 7-5   | 3-2 | 6-3   | 7-4   | 4-3   |
| Dragons de Poitiers                                                | 6-2 | 3-2Pr | 2-9   | 0-9   |      | 3-5   | 2-5 | 2-10  | 1-14  | 4-3Pr |
| Renards de Roanne                                                  | 3-1 | 9-2   | 1-5   | 2-3Pr | 9-5  |       | 3-6 | 4-1   | 7-0   | 5-4   |
| Bélougas de Toulouse-Blagnac                                       | 1-3 | 5-1   | 2-7   | 2-7   | 7-0  | 4-2   |     | 5-4TF | 6-4   | 4-1   |
| Lynx de Valence                                                    | 6-3 | 5-6TF | 8-6   | 2-1   | 7-5  | 3-4   | 4-6 |       | 6-2   | 3-4   |
| Grizzlys de Vaujany                                                | 5-1 | 2-3Pr | 4-6   | 1-6   | 7-1  | 5-2   | 4-2 | 7-4   |       | 3-4   |
| Ours de Villard-de-Lans                                            | 5-1 | 4-6   | 4-2   | 1-5   | 10-2 | 1-3   | 6-3 | 1-7   | 5-4Pr |       |
| - Victoire à domicile - Victoire à l'extérieur - Match non disputé |     |       |       |       |      |       |     |       |       |       |

Pr. : Prolongation    -    TF : Tirs de fusillade
| Clt   | Équipe                       | PJ | V  | VP | D  | DP | BP  | BC  | Diff | Pts    |
| ----- | ---------------------------- | -- | -- | -- | -- | -- | --- | --- | ---- | ------ |
| +001, | Morzine-Avoriaz              | 18 | 14 | 1  | 3  | 0  | 108 | 49  | +59  | 44     |
| +002, | Annecy                       | 18 | 11 | 0  | 6  | 1  | 71  | 66  | +5   | 34     |
| +003, | Courchevel Méribel Pralognan | 18 | 9  | 2  | 6  | 1  | 105 | 82  | +23  | 32     |
| +004, | Toulouse-Blagnac             | 18 | 10 | 1  | 7  | 0  | 75  | 57  | +18  | 32     |
| +005, | Roanne                       | 18 | 9  | 1  | 7  | 1  | 78  | 66  | +12  | 30     |
| +006, | Villard-de-Lans              | 18 | 7  | 1  | 9  | 1  | 64  | 65  | -1   | 24     |
| +007, | Vaujany                      | 18 | 7  | 0  | 8  | 3  | 78  | 75  | +3   | 24     |
| +008, | Valence                      | 18 | 7  | 0  | 9  | 2  | 83  | 80  | +3   | 23     |
| +009, | Colmar                       | 18 | 5  | 2  | 10 | 1  | 67  | 98  | -31  | 20     |
| +010, | Poitiers                     | 18 | 1  | 2  | 15 | 0  | 41  | 132 | -91  | 6 (-1) |

- Qualifié pour les huitièmes de finale
- Dispute la poule de maintien

### Séries éliminatoires
Les séries éliminatoires se jouent du 5 mars 2022 au 24 avril 2022. Les 8 équipes les mieux classées de chaque poule à l'issue de la saison régulière sont qualifiées pour les huitièmes de finale des séries éliminatoires. L'ensemble des tours se disputent au meilleur des 3 matches. Le vainqueur de la finale est sacré champion de Division 2 et est promu en Division 1.
Chaque match devant déterminer un vainqueur, il y a une prolongation de 10 minutes à 3 contre 3 en mort subite en cas de match nul à l'issue du temps réglementaire. S'il n'y a toujours pas eu de but, une séance de tirs au but a lieu. S'il y a égalité à l'issue du temps réglementaire lors du match 3 de la finale, le match continue tant qu'il n'y a pas de but. Il n'y a donc pas de séance de tirs au but.

#### Play-offs
en italique : les équipes ne pouvant pas être promues
|  |                              |                              |                              |                              |                              |                                |    |                    |                              |                                |                              |                              |                              |                              |                              |                              |                              |                              |                              |                              |        |        |        |        |
|  | Huitièmes de finale          | Huitièmes de finale          | Huitièmes de finale          | Huitièmes de finale          | Huitièmes de finale          |                                |    | Quarts de finale   | Quarts de finale             | Quarts de finale               | Quarts de finale             | Quarts de finale             |                              |                              | Finale                       | Finale                       | Finale                       | Finale                       | Finale                       | Finale                       | Finale | Finale | Finale | Finale |
|  |                              |                              |                              |                              |                              |                                |    |                    |                              |                                |                              |                              |                              |                              |                              |                              |                              |                              |                              |                              |        |        |        |        |
|  |                              |                              |                              |                              |                              |                                |    |                    | Demi-finales                 |                                |                              |                              |                              |                              |                              |                              |                              |                              |                              |                              |        |        |        |        |
|  | 6 et 12 mars 2022            |                              |                              |                              |                              |                                |    |                    |                              |                                |                              |                              |                              |                              |                              |                              |                              |                              |                              |                              |        |        |        |        |
|  |                              |                              |                              |                              |                              |                                |    |                    |                              |                                |                              |                              |                              |                              |                              |                              |                              |                              |                              |                              |        |        |        |        |
|  | Comètes de Meudon            | A1                           | 6                            | 8                            |                              |                                |    |                    |                              |                                |                              |                              |                              |                              |                              |                              |                              |                              |                              |                              |        |        |        |        |
|  | Comètes de Meudon            | A1                           | 6                            | 8                            | 19, 26 et 27 mars 2022       |                                |    |                    |                              |                                |                              |                              |                              |                              |                              |                              |                              |                              |                              |                              |        |        |        |        |
|  | Lynx de Valence              | B8                           | 2                            | 2                            |                              |                                |    |                    |                              |                                |                              |                              |                              |                              |                              |                              |                              |                              |                              |                              |        |        |        |        |
|  | Lynx de Valence              | B8                           | 2                            | 2                            | Comètes de Meudon            | A1                             | 6  | 4                  | 1                            |                                |                              |                              |                              |                              |                              |                              |                              |                              |                              |                              |        |        |        |        |
|  | 5, 12 et 13 mars 2022        |                              |                              |                              | Comètes de Meudon            | A1                             | 6  | 4                  | 1                            |                                |                              |                              |                              |                              |                              |                              |                              |                              |                              |                              |        |        |        |        |
|  |                              |                              | Bélougas de Toulouse-Blagnac | B4                           | 4                            | 5                              | 3  |                    |                              |                                |                              |                              |                              |                              |                              |                              |                              |                              |                              |                              |        |        |        |        |
|  | Bélougas de Toulouse-Blagnac | B4                           | Bélougas de Toulouse-Blagnac | B4                           | 4                            | 5                              | 3  | 6                  | 6                            | 4                              |                              |                              |                              |                              |                              |                              |                              |                              |                              |                              |        |        |        |        |
|  | Bélougas de Toulouse-Blagnac | B4                           | 2, 9 et 10 avril 2022        |                              |                              |                                |    | 6                  | 6                            | 4                              |                              |                              |                              |                              |                              |                              |                              |                              |                              |                              |        |        |        |        |
|  | Français volants de Paris    | A5                           | 4                            | 7                            | 3                            |                                |    |                    |                              |                                |                              |                              |                              |                              |                              |                              |                              |                              |                              |                              |        |        |        |        |
|  | Français volants de Paris    | A5                           | 4                            | 7                            | 3                            |                                |    |                    | Bélougas de Toulouse-Blagnac | Bélougas de Toulouse-Blagnac   | Bélougas de Toulouse-Blagnac | Bélougas de Toulouse-Blagnac | Bélougas de Toulouse-Blagnac | Bélougas de Toulouse-Blagnac | B4                           | 6                            | 3                            | 6                            |                              |                              |        |        |        |        |
|  | 5 et 12 mars 2022            |                              |                              |                              |                              |                                |    |                    | Bélougas de Toulouse-Blagnac | Bélougas de Toulouse-Blagnac   | Bélougas de Toulouse-Blagnac | Bélougas de Toulouse-Blagnac | Bélougas de Toulouse-Blagnac | Bélougas de Toulouse-Blagnac | B4                           | 6                            | 3                            | 6                            |                              |                              |        |        |        |        |
|  | Chevaliers du lac d'Annecy   | Chevaliers du lac d'Annecy   | Chevaliers du lac d'Annecy   | Chevaliers du lac d'Annecy   | Chevaliers du lac d'Annecy   | Chevaliers du lac d'Annecy     | B2 | 7                  | 2                            | 5                              |                              |                              |                              |                              |                              |                              |                              |                              |                              |                              |        |        |        |        |
|  | Chevaliers du lac d'Annecy   | Chevaliers du lac d'Annecy   | Chevaliers du lac d'Annecy   | Chevaliers du lac d'Annecy   | Chevaliers du lac d'Annecy   | Chevaliers du lac d'Annecy     | B2 | 7                  | 2                            | 5                              | Phénix de Reims              | A3                           | 1                            | 2                            |                              |                              |                              |                              |                              |                              |        |        |        |        |
|  | 19 et 26 mars 2022           |                              |                              |                              |                              |                                |    |                    |                              |                                | Phénix de Reims              | A3                           | 1                            | 2                            |                              |                              |                              |                              |                              |                              |        |        |        |        |
|  | Ours de Villard-de-Lans      | B6                           | 7                            | 6                            |                              |                                |    |                    |                              |                                |                              |                              |                              |                              |                              |                              |                              |                              |                              |                              |        |        |        |        |
|  | Ours de Villard-de-Lans      | B6                           | 7                            | 6                            | Ours de Villard-de-Lans      | B6                             | 4  | 3                  |                              |                                |                              |                              |                              |                              |                              |                              |                              |                              |                              |                              |        |        |        |        |
|  | 5, 12 et 13 mars 2022        |                              |                              |                              | Ours de Villard-de-Lans      | B6                             | 4  | 3                  |                              |                                |                              |                              |                              |                              |                              |                              |                              |                              |                              |                              |        |        |        |        |
|  |                              |                              | Chevaliers du lac d'Annecy   | B2                           | 5                            | 4                              |    |                    |                              |                                |                              |                              |                              |                              |                              |                              |                              |                              |                              |                              |        |        |        |        |
|  | Chevaliers du lac d'Annecy   | B2                           | Chevaliers du lac d'Annecy   | B2                           | 5                            | 4                              | 2  | 7                  | 4                            |                                |                              |                              |                              |                              |                              |                              |                              |                              |                              |                              |        |        |        |        |
|  | Chevaliers du lac d'Annecy   | B2                           |                              |                              |                              |                                | 2  | 7                  | 4                            | 16, 23 et 24 avril 2022        |                              |                              |                              |                              |                              |                              |                              |                              |                              |                              |        |        |        |        |
|  | Red Dogs d'Amnéville         | A7                           | 4                            | 2                            | 2                            |                                |    |                    |                              |                                |                              |                              |                              |                              |                              |                              |                              |                              |                              |                              |        |        |        |        |
|  | Red Dogs d'Amnéville         | A7                           | 4                            | 2                            | 2                            |                                |    |                    |                              |                                |                              |                              |                              |                              | Bélougas de Toulouse-Blagnac | Bélougas de Toulouse-Blagnac | Bélougas de Toulouse-Blagnac | Bélougas de Toulouse-Blagnac | Bélougas de Toulouse-Blagnac | Bélougas de Toulouse-Blagnac | B4     | 1      | 3      |        |
|  | 5, 12 et 13 mars 2022        |                              |                              |                              |                              |                                |    |                    |                              |                                |                              |                              |                              |                              | Bélougas de Toulouse-Blagnac | Bélougas de Toulouse-Blagnac | Bélougas de Toulouse-Blagnac | Bélougas de Toulouse-Blagnac | Bélougas de Toulouse-Blagnac | Bélougas de Toulouse-Blagnac | B4     | 1      | 3      |        |
|  | Pingouins de Morzine-Avoriaz | Pingouins de Morzine-Avoriaz | Pingouins de Morzine-Avoriaz | Pingouins de Morzine-Avoriaz | Pingouins de Morzine-Avoriaz | Pingouins de Morzine-Avoriaz   | B1 | 4                  | 4                            |                                |                              |                              |                              |                              |                              |                              |                              |                              |                              |                              |        |        |        |        |
|  | Pingouins de Morzine-Avoriaz | Pingouins de Morzine-Avoriaz | Pingouins de Morzine-Avoriaz | Pingouins de Morzine-Avoriaz | Pingouins de Morzine-Avoriaz | Pingouins de Morzine-Avoriaz   | B1 | 4                  | 4                            | Diables rouges de Valenciennes | A2                           | 0                            | 7                            | 2                            |                              |                              |                              |                              |                              |                              |        |        |        |        |
|  | 19, 26 et 27 mars 2022       |                              |                              |                              |                              |                                |    |                    |                              | Diables rouges de Valenciennes | A2                           | 0                            | 7                            | 2                            |                              |                              |                              |                              |                              |                              |        |        |        |        |
|  | Grizzlys de Vaujany          | B7                           | 7                            | 2                            | 1                            |                                |    |                    |                              |                                |                              |                              |                              |                              |                              |                              |                              |                              |                              |                              |        |        |        |        |
|  | Grizzlys de Vaujany          | B7                           | 7                            | 2                            | 1                            | Diables rouges de Valenciennes | A2 | 1                  | 4                            | 2                              |                              |                              |                              |                              |                              |                              |                              |                              |                              |                              |        |        |        |        |
|  | 5 et 12 mars 2022            |                              |                              |                              |                              | Diables rouges de Valenciennes | A2 | 1                  | 4                            | 2                              |                              |                              |                              |                              |                              |                              |                              |                              |                              |                              |        |        |        |        |
|  |                              |                              | Bouquetins du HCMP           | B3                           | 4                            | 2                              | 4  |                    |                              |                                |                              |                              |                              |                              |                              |                              |                              |                              |                              |                              |        |        |        |        |
|  | Bouquetins du HCMP           | B3                           | Bouquetins du HCMP           | B3                           | 4                            | 2                              | 4  | 6                  | 6                            |                                |                              |                              |                              |                              |                              |                              |                              |                              |                              |                              |        |        |        |        |
|  | Bouquetins du HCMP           | B3                           | 2 et 9 avril 2022            |                              |                              |                                |    | 6                  | 6                            |                                |                              |                              |                              |                              |                              |                              |                              |                              |                              |                              |        |        |        |        |
|  | Lions de Wasquehal           | A6                           | 0                            | 3                            |                              |                                |    |                    |                              |                                |                              |                              |                              |                              |                              |                              |                              |                              |                              |                              |        |        |        |        |
|  | Lions de Wasquehal           | A6                           | 0                            | 3                            |                              |                                |    | Bouquetins du HCMP | Bouquetins du HCMP           | Bouquetins du HCMP             | Bouquetins du HCMP           | Bouquetins du HCMP           | Bouquetins du HCMP           | B3                           | 2                            | 2                            |                              |                              |                              |                              |        |        |        |        |
|  | 5 et 12 mars 2022            |                              |                              |                              |                              |                                |    | Bouquetins du HCMP | Bouquetins du HCMP           | Bouquetins du HCMP             | Bouquetins du HCMP           | Bouquetins du HCMP           | Bouquetins du HCMP           | B3                           | 2                            | 2                            |                              |                              |                              |                              |        |        |        |        |
|  | Pingouins de Morzine-Avoriaz | Pingouins de Morzine-Avoriaz | Pingouins de Morzine-Avoriaz | Pingouins de Morzine-Avoriaz | Pingouins de Morzine-Avoriaz | Pingouins de Morzine-Avoriaz   | B1 | 5                  | 5                            |                                |                              |                              |                              |                              |                              |                              |                              |                              |                              |                              |        |        |        |        |
|  | Pingouins de Morzine-Avoriaz | Pingouins de Morzine-Avoriaz | Pingouins de Morzine-Avoriaz | Pingouins de Morzine-Avoriaz | Pingouins de Morzine-Avoriaz | Pingouins de Morzine-Avoriaz   | B1 | 5                  | 5                            | Dragons de Rouen II            | A4                           | 0                            | 1                            |                              |                              |                              |                              |                              |                              |                              |        |        |        |        |
|  | 19 et 26 mars 2022           |                              |                              |                              |                              |                                |    |                    |                              | Dragons de Rouen II            | A4                           | 0                            | 1                            |                              |                              |                              |                              |                              |                              |                              |        |        |        |        |
|  | Renards de Roanne            | B5                           | 7                            | 7                            |                              |                                |    |                    |                              |                                |                              |                              |                              |                              |                              |                              |                              |                              |                              |                              |        |        |        |        |
|  | Renards de Roanne            | B5                           | 7                            | 7                            | Renards de Roanne            | B5                             | 2  | 1                  |                              |                                |                              |                              |                              |                              |                              |                              |                              |                              |                              |                              |        |        |        |        |
|  | 5 et 12 mars 2022            |                              |                              |                              | Renards de Roanne            | B5                             | 2  | 1                  |                              |                                |                              |                              |                              |                              |                              |                              |                              |                              |                              |                              |        |        |        |        |
|  |                              |                              | Pingouins de Morzine-Avoriaz | B1                           | 3                            | 4                              |    |                    |                              |                                |                              |                              |                              |                              |                              |                              |                              |                              |                              |                              |        |        |        |        |
|  | Pingouins de Morzine-Avoriaz | B1                           | Pingouins de Morzine-Avoriaz | B1                           | 3                            | 4                              | 7  | 7                  |                              |                                |                              |                              |                              |                              |                              |                              |                              |                              |                              |                              |        |        |        |        |
|  | Pingouins de Morzine-Avoriaz | B1                           |                              |                              |                              |                                | 7  | 7                  |                              |                                |                              |                              |                              |                              |                              |                              |                              |                              |                              |                              |        |        |        |        |
|  | Ducs d'Angers II             | A8                           | 4                            | 0                            |                              |                                |    |                    |                              |                                |                              |                              |                              |                              |                              |                              |                              |                              |                              |                              |        |        |        |        |
|  | Ducs d'Angers II             | A8                           | 4                            | 0                            |                              |                                |    |                    |                              |                                |                              |                              |                              |                              |                              |                              |                              |                              |                              |                              |        |        |        |        |

##### Finale
- Morzine-Avoriaz - Toulouse-Blagnac : 2-0

| 16 avril 2022 | Toulouse-Blagnac | 1-4 (0-1, 1-3, 0-0) | Morzine-Avoriaz | Patinoire Jacques-Raynaud 1 650 spectateurs |

| Feuille de match | Feuille de match                           | Feuille de match    | Feuille de match                                                                                             | Feuille de match                                           |
| ---------------- | ------------------------------------------ | ------------------- | --- | ---------------------------------------------------------- |
|                  | - Coulombe (Martin-Whalen) — 30 min 43 s - | 0-1 0-2 1-2 1-3 1-4 | Shroyer (Baravaglio) — 19 min 57 s Dutruel — 24 min 10 s - Marcinek — 37 min 32 s Shroyer — 39 min 56 s (SN) | Arbitrage : Rohwedder Juges de lignes: Cheyroux et Auméras |
| Lavallière       | Gardiens                                   | Mugnier             | | Arbitrage : Rohwedder Juges de lignes: Cheyroux et Auméras |
| 6 min            | Pénalités                                  | 10 min              | | Arbitrage : Rohwedder Juges de lignes: Cheyroux et Auméras |
|                  |                                            |                     | | Arbitrage : Rohwedder Juges de lignes: Cheyroux et Auméras |

| 23 avril 2022 | Morzine-Avoriaz | 4-3 (2-1, 1-0, 1-2) | Toulouse-Blagnac | Škoda Arena 1 520 spectateurs |

| Feuille de match | Feuille de match | Feuille de match            | Feuille de match | Feuille de match                                                   |
| ---------------- | --- | --------------------------- | --- | ------------------------------------------------------------------ |
|                  | - Marcinek (Besson, Coffy) — 12 min 41 s Marcinek (Dutruel, Premat) — 14 min 45 s Marcinek (B. Eyre) — 39 min 6 s - Nolan (Masson) — 54 min 10 s - | 0-1 1-1 2-1 3-1 3-2 4-2 4-3 | Gauthier (Martin-Whalen, Riendeau) — 5 min 1 s - Martin-Whalen (Maso, Gauthier) — 48 min 12 s - Coulombe (Gauthier) — 58 min 56 s | Arbitrage : Peurière Juges de lignes: Torribio-Rousselin et Baudry |
| Mugnier          | Gardiens | Lavallière                  | | Arbitrage : Peurière Juges de lignes: Torribio-Rousselin et Baudry |
| 14 min           | Pénalités | 22 min                      | | Arbitrage : Peurière Juges de lignes: Torribio-Rousselin et Baudry |
|                  | |                             | | Arbitrage : Peurière Juges de lignes: Torribio-Rousselin et Baudry |

#### Poule de maintien
La poule de maintien se joue du 5 mars 2022 au 24 avril 2022. Les équipes placées au-delà de la huitième place de chaque poule participent à la phase finale de maintien, qui se déroule sous forme de poule où toutes les équipes se rencontrent en match aller – retour, un classement de 1 à 4 est établi suivant les modalités applicables à la saison régulière.

##### Résultats
Le score de l'équipe à domicile, située dans la colonne de gauche, est inscrit en premier.
| Résultats (dom.\ext.)                                              | COL | COU   | ÉVY | POI |
| Titans de Colmar                                                   |     | 2-1Pr | 4-1 | 8-2 |
| Coqs de Courbevoie                                                 | 6-3 |       | 7-4 | 5-1 |
| Jets d'Évry Viry                                                   | 5-2 | 1-3   |     | 7-1 |
| Dragons de Poitiers                                                | 5-4 | 2-3Pr | 0-6 |     |
| - Victoire à domicile - Victoire à l'extérieur - Match non disputé |     |       |     |     |

Pr. : Prolongation    -    TF : Tirs de fusillade

##### Classement
- Les équipes classées 3ème et 4ème de la poule de maintien sont reléguées en Division 3,

| Clt   | Équipe     | PJ | V | VP | D | DP | BP | BC | Diff | Pts |
| ----- | ---------- | -- | - | -- | - | -- | -- | -- | ---- | --- |
| +001, | Courbevoie | 6  | 4 | 1  | 0 | 1  | 24 | 12 | +12  | 15  |
| +002, | Évry Viry  | 6  | 3 | 0  | 3 | 0  | 23 | 16 | +7   | 9   |
| +003, | Colmar     | 6  | 2 | 1  | 3 | 0  | 23 | 20 | +3   | 8   |
| +004, | Poitiers   | 6  | 1 | 0  | 4 | 1  | 11 | 33 | -22  | 4   |

- relégué en Division 3

## Division 3

### Équipes engagées
Les trente-trois équipes engagées, dont quinze équipes réserves et une équipe basée au Luxembourg, sont réparties en quatre groupes régionaux (le 2 suivant le nom d'une équipe indique qu'il s'agit d'une équipe réserve) :
| Club                       | Classement 2019-2020 | Entraîneur          | Patinoire                         | Capacité théorique |
| -------------------------- | -------------------- | ------------------- | --------------------------------- | ------------------ |
| Aigles de La Roche-sur-Yon | 2e (Poule C)         | Juraj Ocelka        | Complexe Arago                    | 1 200              |
| Hormadi Anglet II          | 3e (Poule C)         | Stéphane Vissio     | Patinoire de la Barre             | 1 200              |
| Remparts de Tours II       | 4e (Poule A)         | Normand Roy         | Patinoire de Tours                | 1 760              |
| Boxers de Bordeaux II      | 4e (Poule C)         | Nicolas Courally    | Patinoire de Mériadeck            | 3 200              |
| Taureaux de feu de Limoges | 5e (Poule C)         | Axel Barnique       | Patinoire municipale des Casseaux | 990                |
| Renards d'Orléans          | 7e (Poule A)         | Gilbert Ledigarcher | Patinoire du Baron                | 920                |
| Cormorans de Rennes        | 8e (Poule A)         | Yven Sadoun         | Le Blizz                          | 750                |
| Dogs de Cholet II          | NC                   | Grégory Gougeon     | Pôle Sportif Glisséo              | 1 200              |

| Club                        | Classement 2019-2020 | Entraîneur          | Patinoire                         | Capacité théorique |
| --------------------------- | -------------------- | ------------------- | --------------------------------- | ------------------ |
| Drakkars de Caen II         | 1er (Poule A)        | Martial Janil       | Patinoire de Caen la mer          | 1 499              |
| Castors d'Asnières          | 2e (Poule B)         | Guillaume Dalsasso  | Patinoire des Courtilles          | 1 421              |
| Tigres de l'ACBB            | 5e (Poule A)         | Ján Timko           | Patinoire de Boulogne-Billancourt | 1 800              |
| Grizzly de Garges           | 5e (Poule B)         | Yvon Marie          | Patinoire du Val de France        | 700                |
| Albatros de Brest II        | 6e (Poule A)         | Sergueï Toukmatchev | Rïnkla Stadium                    | 1 200              |
| Jokers de Cergy-Pontoise II | 6e (Poule B)         | Pavol Mihálik       | Aren'ice                          | 3 000              |
| Lions de Compiègne          | 8e (Poule B)         | Dimitri Bogus       | Patinoire de Compiègne            | 400                |
| Gothiques d'Amiens II       | NC                   | Mathieu Mille       | Coliseum                          | 2 882 à 3 400      |

| Club                            | Classement 2019-2020 | Entraîneur         | Patinoire                        | Capacité théorique |
| ------------------------------- | -------------------- | ------------------ | -------------------------------- | ------------------ |
| Gaulois de Châlons-en-Champagne | 9e (D2 Poule A)      | Juraj Sadloň       | Patinoire Cités Glace            | 700                |
| Strasbourg II                   | 10e (D2 Poule B)     | Evgueni Kouznetsov | Patinoire Iceberg                | 2 400              |
| Caribous de Seine-et-Marne      | 3e (Poule A)         | Romain Danton      | Patinoire La Cartonnerie         | 450                |
| Ducs de Dijon                   | 3e (Poule B)         | Frantisek Neckar   | Patinoire Trimolet               | 1 000              |
| Tornado Luxembourg              | 4e (Poule B)         | Petr Fical         | Patinoire de Kockelscheuer       | 1 000              |
| Graoullys de Metz               | 7e (Poule B)         | Christer Eriksson  | Ice Arena de Metz                | 500                |
| Lions de Lyon                   | NC                   | Damien Raux        | Patinoire Charlemagne            | 4 200              |
| Élans de Champigny              | NC                   | Harond Litim       | Patinoire de Champigny-sur-Marne | 450                |

| Club                          | Classement 2019-2020 | Entraîneur           | Patinoire                    | Capacité théorique |
| ----------------------------- | -------------------- | -------------------- | ---------------------------- | ------------------ |
| Castors d'Avignon             | 1er (Poule D)        | Cédric Boucamus      | Palais de la Glace           | 500                |
| Chevaliers du lac d'Annecy II | 2e (Poule D)         | Kevin Enselme        | Complexe Jean Régis          | 1 650              |
| Aigles de Nice II             | 3e (Poule D)         | Laurent Grimaud      | Palais des sports Jean-Bouin | 1 200              |
| Diables rouges de Briançon II | 4e (Poule D)         | Nicolas Herzer       | Patinoire René-Froger        | 2 300              |
| Boucaniers de Toulon          | 5e (Poule D)         | Jozef Držík          | Patinoire de La Garde        | 1 600              |
| Éléphants de Chambéry II      | 6e (Poule D)         | Jean-Robert Becqwort | Patinoire Buisson Rond       | 1 200              |
| Krokos de Nîmes               | 7e (Poule D)         | Raphaël Facchini     | Patinoire de Nîmes           | 300                |
| Ours de Villard-de-Lans II    | 9e (Poule D)         | Pierre Piquemal      | Patinoire André Ravix        | 2 000              |
| Rapaces de Gap II             | NC                   | Romain Moussier      | Alp'Arena                    | 2 930              |

- Légende des couleurs

- Nouvelle équipe

### Saison régulière
La saison régulière se joue du 25 septembre 2021 au 26 février 2022.
Les trente-trois équipes engagées sont réparties en quatre poules (de huit ou neuf équipes), les matchs se jouent en aller-retour. Les quatre premiers de chaque groupe se qualifient pour la phase finale.
Durant la phase finale qui se joue en matchs aller-retour (ainsi quand il y a match nul, il n'y a pas de prolongation, le score est conservé tel quel), le score cumulé désignant le vainqueur, les qualifiés du groupe A affrontent ceux du groupe B et ceux du groupe C sont opposés à ceux du groupe D. Les vainqueurs des quarts de finale se qualifient pour le carré final.
Les quatre qualifiés pour le carré final sont rassemblés au sein d'une poule unique qui se joue en matchs simples. L'équipe finissant à la première place est sacrée championne de Division 3. Le champion et le deuxième sont promus en Division 2.
- Pour l'attribution des points, voir la section « Règlement » ci-dessus.

#### Groupe A
Le score de l'équipe à domicile, située dans la colonne de gauche, est inscrit en premier.
| Résultats (▼dom., ►ext.)                                           | AGL  | BOR   | CHO   | LRY  | LIM  | ORL   | REN   | TRS  |
| Hormadi Anglet II                                                  |      | 6-0   | 6-1   | 0-9  | 13-3 | 8-7Pr | 6-1   | 3-0  |
| Boxers de Bordeaux II                                              | 0-3  |       | 9-4   | 0-9  | 8-5  | 9-5   | 7-2   | 1-5  |
| Dogs de Cholet II                                                  | 3-13 | 5-7   |       | 1-3  | 6-5  | 6-7Pr | 11-4  | 0-4  |
| Aigles de La Roche-sur-Yon                                         | 13-2 | 11-1  | 7-2   |      | 14-1 | 6-4   | 12-0  | 10-5 |
| Taureaux de feu de Limoges                                         | 3-16 | 1-8   | 3-8   | 2-9  |      | 5-6   | 3-1   | 1-2  |
| Renards d'Orléans                                                  | 5-4  | 10-4  | 7-3   | 1-7  | 9-7  |       | 3-2TF | 7-2  |
| Cormorans de Rennes                                                | 2-4  | 4-2   | 4-3   | 3-12 | 4-1  | 5-7   |       | 3-10 |
| Remparts de Tours II                                               | 7-5  | 4-3Pr | 5-4TF | 2-4  | 8-2  | 7-6   | 4-1   |      |
| - Victoire à domicile - Victoire à l'extérieur - Match non disputé |      |       |       |      |      |       |       |      |

| Clt   | Équipe           | PJ | V  | VP | D  | DP | BP  | BC  | Diff | Pts |
| ----- | ---------------- | -- | -- | -- | -- | -- | --- | --- | ---- | --- |
| +001, | La Roche-sur-Yon | 14 | 14 | 0  | 0  | 0  | 126 | 24  | +102 | 42  |
| +002, | Anglet II        | 14 | 9  | 1  | 4  | 0  | 81  | 52  | +29  | 29  |
| +003, | Tours II         | 14 | 8  | 2  | 4  | 0  | 65  | 50  | +15  | 28  |
| +004, | Orléans          | 14 | 7  | 2  | 4  | 1  | 84  | 75  | +9   | 26  |
| +005, | Bordeaux II      | 14 | 6  | 0  | 7  | 1  | 67  | 76  | -9   | 19  |
| +006, | Cholet II        | 14 | 3  | 0  | 9  | 2  | 57  | 84  | -27  | 11  |
| +007, | Rennes           | 14 | 3  | 0  | 10 | 1  | 36  | 85  | -49  | 10  |
| +008, | Limoges          | 14 | 1  | 0  | 13 | 0  | 42  | 112 | -70  | 3   |

- Qualifié pour les matchs d'interclassement de tête de séries
- Qualifié les barrages pour les huitièmes de finale

#### Groupe B
Le score de l'équipe à domicile, située dans la colonne de gauche, est inscrit en premier.
| Résultats (▼dom., ►ext.)                                           | AMI  | ASN   | BOU | BRE   | CAE | CER   | COM  | GAR  |
| Gothiques d'Amiens II                                              |      | 8-3   | 7-3 | 9-1   | 2-7 | 10-5  | 7-5  | 5-1  |
| Castors d'Asnières                                                 | 4-7  |       | 4-0 | 9-0   | 7-4 | 4-3   | 5-1  | 5-2  |
| Tigres de l'ACBB                                                   | 4-6  | 2-3   |     | 6-1   | 3-2 | 3-2Pr | 6-2  | 4-3  |
| Albatros de Brest II                                               | 7-9  | 6-5Pr | 7-5 |       | 1-8 | 4-6   | 2-5  | 10-6 |
| Drakkars de Caen II                                                | 11-4 | 6-2   | 5-1 | 3-4Pr |     | 6-4   | 9-3  | 10-2 |
| Jokers de Cergy-Pontoise II                                        | 3-6  | 5-3   | 4-0 | 11-1  | 4-5 |       | 12-1 | 10-4 |
| Lions de Compiègne                                                 | 4-10 | 2-11  | 4-7 | 13-1  | 2-3 | 3-4Pr |      | 2-7  |
| Grizzly de Garges                                                  | 1-7  | 3-8   | 6-5 | 3-5   | 2-3 | 5-7   | 5-2  |      |
| - Victoire à domicile - Victoire à l'extérieur - Match non disputé |      |       |     |       |     |       |      |      |

| Clt   | Équipe               | PJ | V  | VP | D  | DP | BP | BC | Diff | Pts |
| ----- | -------------------- | -- | -- | -- | -- | -- | -- | -- | ---- | --- |
| +001, | Amiens II            | 14 | 12 | 0  | 2  | 0  | 97 | 59 | +38  | 36  |
| +002, | Caen II              | 14 | 11 | 0  | 2  | 1  | 83 | 41 | +42  | 34  |
| +003, | Asnières-sur-Seine   | 14 | 9  | 0  | 4  | 1  | 73 | 49 | +24  | 28  |
| +004, | Cergy-Pontoise II    | 14 | 7  | 1  | 5  | 1  | 80 | 55 | +25  | 24  |
| +005, | Boulogne-Billancourt | 14 | 5  | 1  | 8  | 0  | 49 | 56 | -7   | 17  |
| +006, | Brest II             | 14 | 3  | 2  | 9  | 0  | 50 | 98 | -48  | 13  |
| +007, | Garges               | 14 | 3  | 0  | 11 | 0  | 50 | 83 | -33  | 9   |
| +008, | Compiègne            | 14 | 2  | 0  | 11 | 1  | 49 | 90 | -41  | 7   |

- Qualifié pour les matchs d'interclassement de tête de séries
- Qualifié les barrages pour les huitièmes de finale

#### Groupe C
Le score de l'équipe à domicile, située dans la colonne de gauche, est inscrit en premier.
| Résultats (▼dom., ►ext.)                                           | CHL   | CMP   | DAM   | DIJ   | LUX | LYO   | MTZ  | STR   |
| Gaulois de Châlons-en-Champagne                                    |       | 3-6   | 5-2   | 6-4   | 6-3 | 2-15  | 2-1  | 6-9   |
| Élans de Champigny                                                 | 3-2TF |       | 5-6Pr | 6-2   | 4-2 | 4-5Pr | 2-10 | 7-0   |
| Caribous de Seine-et-Marne                                         | 6-1   | 7-5   |       | 3-2TF | 7-5 | 0-10  | 5-2  | 8-5   |
| Ducs de Dijon                                                      | 8-4   | 5-6Pr | 4-2   |       | 2-0 | 2-5   | 3-1  | 3-2TF |
| Tornado Luxembourg                                                 | 3-2   | 4-6   | 6-10  | 6-5Pr |     | 5-9   | 4-6  | 2-3Pr |
| Lions de Lyon                                                      | 12-4  | 7-1   | 4-2   | 3-2   | 7-4 |       | 3-0  | 8-2   |
| Graoullys de Metz                                                  | 1-5   | 4-3   | 9-5   | 1-3   | 7-0 | 5-6   |      | 6-2   |
| CSG Strasbourg II                                                  | 0-3   | 9-1   | 8-6   | 6-1   | 8-2 | 4-11  | 1-9  |       |
| - Victoire à domicile - Victoire à l'extérieur - Match non disputé |       |       |       |       |     |       |      |       |

| Clt   | Équipe               | PJ | V  | VP | D  | DP | BP  | BC | Diff | Pts |
| ----- | -------------------- | -- | -- | -- | -- | -- | --- | -- | ---- | --- |
| +001, | Lyon                 | 14 | 13 | 1  | 0  | 0  | 105 | 37 | +68  | 41  |
| +002, | Dammarie             | 14 | 6  | 2  | 6  | 0  | 69  | 71 | -2   | 22  |
| +003, | Metz                 | 14 | 7  | 0  | 7  | 0  | 62  | 44 | +18  | 21  |
| +004, | Champigny            | 14 | 5  | 2  | 5  | 2  | 59  | 66 | -7   | 21  |
| +005, | Dijon                | 14 | 5  | 1  | 5  | 3  | 46  | 51 | -5   | 20  |
| +006, | Châlons-en-Champagne | 14 | 6  | 0  | 7  | 1  | 51  | 74 | -23  | 19  |
| +007, | Strasbourg II        | 14 | 5  | 1  | 7  | 1  | 59  | 73 | -14  | 18  |
| +008, | Luxembourg           | 14 | 1  | 1  | 11 | 1  | 47  | 82 | -35  | 6   |

- Qualifié pour les matchs d'interclassement de tête de séries
- Qualifié les barrages pour les huitièmes de finale

#### Groupe D
Le score de l'équipe à domicile, située dans la colonne de gauche, est inscrit en premier.
| Résultats (▼dom., ►ext.)                                           | ANN | AVI     | BRI | CHM  | GAP  | NIC   | NÎM  | TLN | VIL   |
| Chevaliers du lac d'Annecy II                                      |     | 3-1     | 4-3 | 9-3  | 4-5  | 13-5  | 10-3 | 2-3 | 5-2   |
| Castors d'Avignon                                                  | 5-2 |         | 9-2 | 10-3 | 5-3  | 5-3   | 5-1  | 5-7 | 13-1  |
| Diables rouges de Briançon II                                      | 6-4 | 3-3 Pr, |     | 8-3  | 5-0  | 13-3  | 6-5  | 4-8 | 6-4   |
| Éléphants de Chambéry II                                           | 4-7 | 5-4Pr   | 4-7 |      | 2-5  | 2-7   | 4-10 | 1-8 | 8-7Pr |
| Rapaces de Gap II                                                  | 8-3 | 3-2     | 8-3 | 6-4  |      | 9-2   | 5-0  | 5-2 | 7-1   |
| Aigles de Nice II                                                  | 4-1 | 4-7     | 3-8 | 5-7  | 4-2  |       | 10-5 | 4-3 | 9-6   |
| Krokos de Nîmes                                                    | 4-6 | 0-4     | 3-7 | 8-5  | 2-4  | 4-7   |      | 4-5 | 12-2  |
| Boucaniers de Toulon                                               | 4-1 | 5-1     | 3-6 | 5-4  | 5-3  | 7-8Pr | 7-5  |     | 11-4  |
| Ours de Villard-de-Lans II                                         | 3-6 | 1-7     | 5-4 | 2-7  | 0-11 | 8-5   | 0-8  | 5-0 |       |
| - Victoire à domicile - Victoire à l'extérieur - Match non disputé |     |         |     |      |      |       |      |     |       |

| Clt   | Équipe             | PJ | V  | VP | D  | DP | BP | BC  | Diff | Pts     |
| ----- | ------------------ | -- | -- | -- | -- | -- | -- | --- | ---- | ------- |
| +001, | Gap II             | 16 | 12 | 0  | 4  | 0  | 84 | 43  | +41  | 36      |
| +002, | Toulon             | 16 | 11 | 0  | 4  | 1  | 83 | 62  | +21  | 33 (-1) |
| +003, | Avignon            | 16 | 10 | 1  | 4  | 1  | 87 | 46  | +41  | 32      |
| +004, | Briançon II        | 16 | 10 | 0  | 5  | 1  | 91 | 69  | +22  | 31      |
| +005, | Annecy II          | 16 | 9  | 0  | 7  | 0  | 80 | 63  | +17  | 27      |
| +006, | Nice II            | 16 | 7  | 1  | 8  | 0  | 83 | 101 | -18  | 23      |
| +007, | Nîmes              | 16 | 4  | 0  | 12 | 0  | 73 | 87  | -14  | 12      |
| +008, | Chambéry II        | 16 | 2  | 2  | 14 | 0  | 66 | 108 | -42  | 10      |
| +009, | Villard-de-Lans II | 16 | 3  | 0  | 12 | 1  | 51 | 119 | -68  | 10      |

- Qualifié pour les matchs d'interclassement de tête de séries
- Qualifié les barrages pour les huitièmes de finale

### Phase finale
Durant les séries éliminatoires qui se jouent en matchs aller-retour (ainsi, quand il y a match nul au premier match, il n'y a pas de prolongation, le score est conservé tel quel), le score cumulé désignant le vainqueur.
S'il y a égalité au cumul aller-retour, ou lors du carré final, une prolongation de 10 minutes à 3 contre 3 en mort subite en cas de match nul à l'issue du temps réglementaire. S'il n'y a toujours pas eu de but, une séance de tirs au but a lieu.
Les vainqueurs des barrages sont opposés aux 8 équipes ayant disputé les matchs d'interclassement.
Lors du tour préliminaire et des huitièmes de finale, les qualifiés du groupe A affrontent ceux du groupe B et ceux du groupe C sont opposés à ceux du groupe D.
En quart de finale le brassage est total.
Les quatre qualifiés pour le carré final sont rassemblés au sein d'une poule unique qui se joue en matchs simples. L'équipe finissant à la première place est sacrée champion de Division 3, elle est promue en Division 2 avec l'équipe classée deuxième du carré final.

#### Tour préliminaire
Le match aller se joue chez l'équipe la moins bien classée à l'issue de la phase de poule.

en italique : les équipes ne pouvant pas être promues
| Équipe 1                      | Aller | Total | Retour | Équipe 2                      |
| ----------------------------- | ----- | ----- | ------ | ----------------------------- |
| Aigles de La Roche-sur-Yon A1 | 3-1   | 6-3   | 3-2    | B2 Drakkars de Caen II        |
| Gothiques d'Amiens II B1      | 9-2   | 11-6  | 2-4    | A2 Hormadi Anglet II          |
| Lions de Lyon C1              | 5-1   | 10-4  | 5-4    | D2 Boucaniers de Toulon       |
| Rapaces de Gap II D1          | 3-10  | 8-14  | 5-4    | C2 Caribous de Seine-et-Marne |

- Qualifié pour les huitièmes de finale en tant que tête de série
- Qualifié pour les huitièmes de finale

| Équipe 1                         | Aller | Total | Retour | Équipe 2                           |
| -------------------------------- | ----- | ----- | ------ | ---------------------------------- |
| Remparts de Tours II A3          | 17-4  | 26-6  | 9-2    | B6 Albatros de Brest II            |
| Castors d'Asnières B3            | 4-2   | 17-4  | 13-2   | A6 Dogs de Cholet II               |
| Renards d'Orléans A4             | 4-4   | 6-7   | 2-3    | B5 Tigres de l'ACBB                |
| Jokers de Cergy-Pontoise II B4   | 0-6   | 9-6   | 9-0    | A5 Boxers de Bordeaux II           |
| Graoullys de Metz C3             | 9-5   | 16-8  | 7-3    | D6 Aigles de Nice II               |
| Castors d'Avignon D3             | 2-3   | 9-5   | 7-2    | C6 Gaulois de Châlons-en-Champagne |
| Élans de Champigny C4            | 5-3   | 11-6  | 6-3    | D5 Chevaliers du lac d'Annecy II   |
| Diables rouges de Briançon II D4 | 4-7   | 8-11  | 4-4    | C5 Ducs de Dijon                   |

- Qualifié pour les huitièmes de finale

#### Séries éliminatoires
|  | Huitièmes de finale         | Huitièmes de finale         | Huitièmes de finale  | Huitièmes de finale | Huitièmes de finale | Huitièmes de finale        |                            |    | Quarts de finale | Quarts de finale | Quarts de finale | Quarts de finale | Quarts de finale | Quarts de finale |
|  |                             |                             |                      |                     |                     |                            |                            |    |                  |                  |                  |                  |                  |                  |
|  | 26 mars et 2 avril 2022     |                             |                      |                     |                     |                            |                            |    |                  |                  |                  |                  |                  |                  |
|  |                             |                             |                      |                     |                     |                            |                            |    |                  |                  |                  |                  |                  |                  |
|  | Aigles de La Roche-sur-Yon  | Aigles de La Roche-sur-Yon  | A1                   | 4                   | 11                  |                            |                            |    |                  |                  |                  |                  |                  |                  |
|  | Aigles de La Roche-sur-Yon  | Aigles de La Roche-sur-Yon  | A1                   | 4                   | 11                  | 9 et 23 avril 2022         |                            |    |                  |                  |                  |                  |                  |                  |
|  | Jokers de Cergy-Pontoise II | Jokers de Cergy-Pontoise II | B4                   | 2                   | 1                   |                            |                            |    |                  |                  |                  |                  |                  |                  |
|  | Jokers de Cergy-Pontoise II | Jokers de Cergy-Pontoise II | B4                   | 2                   | 1                   | Aigles de La Roche-sur-Yon | Aigles de La Roche-sur-Yon | A1 | 6                | 5                |                  |                  |                  |                  |
|  | 26 mars et 2 avril 2022     |                             |                      |                     |                     | Aigles de La Roche-sur-Yon | Aigles de La Roche-sur-Yon | A1 | 6                | 5                |                  |                  |                  |                  |
|  |                             | Rapaces de Gap II           | Rapaces de Gap II    | D1                  | 2                   | 2                          |                            |    |                  |                  |                  |                  |                  |                  |
|  | Rapaces de Gap II           | Rapaces de Gap II           | Rapaces de Gap II    | D1                  | 2                   | 2                          | D1                         | 1  | 2                |                  |                  |                  |                  |                  |
|  | Rapaces de Gap II           | Rapaces de Gap II           |                      |                     |                     |                            | D1                         | 1  | 2                |                  |                  |                  |                  |                  |
|  | Castors d'Avignon           | Castors d'Avignon           | D3                   | 0                   | 1                   |                            |                            |    |                  |                  |                  |                  |                  |                  |
|  | Castors d'Avignon           | Castors d'Avignon           | D3                   | 0                   | 1                   |                            |                            |    |                  |                  |                  |                  |                  |                  |
|  | 26 mars et 2 avril 2022     |                             |                      |                     |                     |                            |                            |    |                  |                  |                  |                  |                  |                  |
|  |                             |                             |                      |                     |                     |                            |                            |    |                  |                  |                  |                  |                  |                  |
|  | Gothiques d'Amiens II       | Gothiques d'Amiens II       | B1                   | 6                   | 6                   |                            |                            |    |                  |                  |                  |                  |                  |                  |
|  | Gothiques d'Amiens II       | Gothiques d'Amiens II       | B1                   | 6                   | 6                   | 9 et 23 avril 2022         |                            |    |                  |                  |                  |                  |                  |                  |
|  | Tigres de l'ACBB            | Tigres de l'ACBB            | B5                   | 2                   | 4                   |                            |                            |    |                  |                  |                  |                  |                  |                  |
|  | Tigres de l'ACBB            | Tigres de l'ACBB            | B5                   | 2                   | 4                   | Gothiques d'Amiens II      | Gothiques d'Amiens II      | B1 | 8                | 9                |                  |                  |                  |                  |
|  | 26 mars et 2 avril 2022     |                             |                      |                     |                     | Gothiques d'Amiens II      | Gothiques d'Amiens II      | B1 | 8                | 9                |                  |                  |                  |                  |
|  |                             | Boucaniers de Toulon        | Boucaniers de Toulon | D2                  | 3                   | 5                          |                            |    |                  |                  |                  |                  |                  |                  |
|  | Boucaniers de Toulon        | Boucaniers de Toulon        | Boucaniers de Toulon | D2                  | 3                   | 5                          | D2                         | 3  | 5                |                  |                  |                  |                  |                  |
|  | Boucaniers de Toulon        | Boucaniers de Toulon        |                      |                     |                     |                            | D2                         | 3  | 5                |                  |                  |                  |                  |                  |
|  | Graoullys de Metz           | Graoullys de Metz           | C3                   | 4                   | 2                   |                            |                            |    |                  |                  |                  |                  |                  |                  |
|  | Graoullys de Metz           | Graoullys de Metz           | C3                   | 4                   | 2                   |                            |                            |    |                  |                  |                  |                  |                  |                  |
|  | 26 mars et 2 avril 2022     |                             |                      |                     |                     |                            |                            |    |                  |                  |                  |                  |                  |                  |
|  |                             |                             |                      |                     |                     |                            |                            |    |                  |                  |                  |                  |                  |                  |
|  | Lions de Lyon               | Lions de Lyon               | C1                   | 5                   | 3                   |                            |                            |    |                  |                  |                  |                  |                  |                  |
|  | Lions de Lyon               | Lions de Lyon               | C1                   | 5                   | 3                   | 9 et 23 avril 2022         |                            |    |                  |                  |                  |                  |                  |                  |
|  | Ducs de Dijon               | Ducs de Dijon               | C5                   | 0                   | 1                   |                            |                            |    |                  |                  |                  |                  |                  |                  |
|  | Ducs de Dijon               | Ducs de Dijon               | C5                   | 0                   | 1                   | Lions de Lyon              | Lions de Lyon              | C1 | 3                | 4                |                  |                  |                  |                  |
|  | 26 mars et 2 avril 2022     |                             |                      |                     |                     | Lions de Lyon              | Lions de Lyon              | C1 | 3                | 4                |                  |                  |                  |                  |
|  |                             | Hormadi Anglet II           | Hormadi Anglet II    | A2                  | 3                   | 5                          |                            |    |                  |                  |                  |                  |                  |                  |
|  | Hormadi Anglet II           | Hormadi Anglet II           | Hormadi Anglet II    | A2                  | 3                   | 5                          | A2                         | 3  | 3                |                  |                  |                  |                  |                  |
|  | Hormadi Anglet II           | Hormadi Anglet II           |                      |                     |                     |                            | A2                         | 3  | 3                |                  |                  |                  |                  |                  |
|  | Castors d'Asnières          | Castors d'Asnières          | B3                   | 1                   | 2                   |                            |                            |    |                  |                  |                  |                  |                  |                  |
|  | Castors d'Asnières          | Castors d'Asnières          | B3                   | 1                   | 2                   |                            |                            |    |                  |                  |                  |                  |                  |                  |
|  | 26 mars et 2 avril 2022     |                             |                      |                     |                     |                            |                            |    |                  |                  |                  |                  |                  |                  |
|  |                             |                             |                      |                     |                     |                            |                            |    |                  |                  |                  |                  |                  |                  |
|  | Caribous de Seine-et-Marne  | Caribous de Seine-et-Marne  | C2                   | 1                   | 3                   |                            |                            |    |                  |                  |                  |                  |                  |                  |
|  | Caribous de Seine-et-Marne  | Caribous de Seine-et-Marne  | C2                   | 1                   | 3                   | 17 et 23 avril 2022        |                            |    |                  |                  |                  |                  |                  |                  |
|  | Élans de Champigny          | Élans de Champigny          | C4                   | 3                   | 8                   |                            |                            |    |                  |                  |                  |                  |                  |                  |
|  | Élans de Champigny          | Élans de Champigny          | C4                   | 3                   | 8                   | Élans de Champigny         | Élans de Champigny         | C4 | 4                | 1                |                  |                  |                  |                  |
|  | 2 et 9 avril 2022           |                             |                      |                     |                     | Élans de Champigny         | Élans de Champigny         | C4 | 4                | 1                |                  |                  |                  |                  |
|  |                             | Drakkars de Caen II         | Drakkars de Caen II  | B2                  | 6                   | 2                          |                            |    |                  |                  |                  |                  |                  |                  |
|  | Drakkars de Caen II         | Drakkars de Caen II         | Drakkars de Caen II  | B2                  | 6                   | 2                          | B2                         | 7  | 5                |                  |                  |                  |                  |                  |
|  | Drakkars de Caen II         | Drakkars de Caen II         |                      |                     |                     |                            | B2                         | 7  | 5                |                  |                  |                  |                  |                  |
|  | Remparts de Tours II        | Remparts de Tours II        | A3                   | 3                   | 3                   |                            |                            |    |                  |                  |                  |                  |                  |                  |

en italique : les équipes ne pouvant pas être promues

### Carré final
Les équipes qualifiées pour la poule finale, sont identifiées par les lettres A, B, C et D correspondant à leur classement en saison régulière. Les poules n'étant pas égales en nombre d'équipes (3 poules de 8 et 1 poule de 9), les résultats obtenus face au neuvième de poule sont retirés pour établir ce classement. L'équipe organisatrice du carré final se voit automatiquement attribuer la lettre A. L'ordre des matchs pour ce carré final est le suivant :
- 1er  jour : B - C, A - D
- 2e jour : B - D, A - C
- 3e jour : C - D, A - B

Voici les équipes qualifiées ainsi que leur lettre :
| Lettre | Équipe                     | Saison régulière | Points    | Différence de buts |
| ------ | -------------------------- | ---------------- | --------- | ------------------ |
| A      | Aigles de La Roche-sur-Yon | 1er (Poule A)    | 42 points | +102               |
| B      | Gothiques d'Amiens II      | 1er (Poule B)    | 36 points | +38                |
| C      | Drakkars de Caen II        | 2e (Poule B)     | 34 points | +42                |
| D      | Hormadi Anglet II          | 2e (Poule A)     | 29 points | +29                |

en italique : les équipes ne pouvant pas être promues
Le système des points est identique à la phase régulière (voir Formule de la saison).

#### Résultats
| 6 mai 2022 | Amiens II | 3-4 (pr) (1-2, 1-1, 1-0, 0-1) | Caen II | Complexe Arago 90 spectateurs |

| Feuille de match | Feuille de match                                                                                   | Feuille de match            | Feuille de match | Feuille de match                                          |
| ---------------- | -------------------------------------------------------------------------------------------------- | --------------------------- | --- | --------------------------------------------------------- |
|                  | - Bruche (Souchere) — 15 min 23 s - Bruche (Coulaud) — 29 min 36 s Offret (Dubois) — 53 min 50 s - | 0-1 1-1 1-2 1-3 2-3 3-3 3-4 | Palis (Maheut) — 3 min 38 s - Maheut (Palis, Hacala) — 17 min 56 s Hacala — 21 min 53 s - Palis (Chauvel) — 63 min 48 s | Arbitrage : Telliez Juges de lignes: Le Monnier et Tronet |
| Petit            | Gardiens                                                                                           | Heduit                      | | Arbitrage : Telliez Juges de lignes: Le Monnier et Tronet |
| 12 min           | Pénalités                                                                                          | 26 min                      | | Arbitrage : Telliez Juges de lignes: Le Monnier et Tronet |
|                  | |                             | | Arbitrage : Telliez Juges de lignes: Le Monnier et Tronet |

| 6 mai 2022 | La Roche-sur-Yon | 3-2 (3-1, 0-0, 0-1) | Anglet II | Complexe Arago 850 spectateurs |

| Feuille de match | Feuille de match                                                                                        | Feuille de match    | Feuille de match                                                                     | Feuille de match                                  |
| ---------------- | --- | ------------------- | ------------------------------------------------------------------------------------ | ------------------------------------------------- |
|                  | Farkašovský (Rajnoha) — 4 min 51 s - Donald (Jacques) — 9 min 53 s Rajnoha (Magne) — 18 min 30 s (SN) - | 1-0 1-1 2-1 3-1 3-2 | - T. Larroque (Baron, A. Larroque) — 5 min 53 s - T. Larroque (Idiart) — 45 min 24 s | Arbitrage : Bispo Juges de lignes: Cady et Honoré |
| Bolduc           | Gardiens                                                                                                | Caubet              |                                                                                      | Arbitrage : Bispo Juges de lignes: Cady et Honoré |
| 18 min           | Pénalités                                                                                               | 20 min              |                                                                                      | Arbitrage : Bispo Juges de lignes: Cady et Honoré |
|                  | |                     |                                                                                      | Arbitrage : Bispo Juges de lignes: Cady et Honoré |

| 7 mai 2022 | Amiens II | 6-3 (2-0, 3-1, 1-2) | Anglet II | Complexe Arago 120 spectateurs |

| Feuille de match | Feuille de match | Feuille de match                    | Feuille de match                                                                                               | Feuille de match                                    |
| ---------------- | --- | ----------------------------------- | --- | --------------------------------------------------- |
|                  | E. Orme-Lynch (M. Orme-Lynch, Boulenger) — 4 min 29 s (SN) Plagnat (Roussel, Offret) — 16 min 52 s E. Orme-Lynch (Celle, Monet) — 22 min 14 s - Bruche — 33 min 41 s (SN) Plagnat — 37 min 31 s - Monet — 52 min 47 s - | 1-0 2-0 3-0 3-1 4-1 5-1 5-2 6-2 6-3 | - Rousselin (J-M. Larroque, T. Larroque) — 26 min 55 s (SN) - Baron — 49 min 59 s - J-M. Larroque — 53 min 6 s | Arbitrage : Bispo Juges de lignes: Honoré et Tronet |
| Petit            | Gardiens | Richard                             | | Arbitrage : Bispo Juges de lignes: Honoré et Tronet |
| 44 min           | Pénalités | 56 min                              | | Arbitrage : Bispo Juges de lignes: Honoré et Tronet |
|                  | |                                     | | Arbitrage : Bispo Juges de lignes: Honoré et Tronet |

| 7 mai 2022 | La Roche-sur-Yon | 2-4 (1-0, 1-2, 0-2) | Caen II | Complexe Arago 1 150 spectateurs |

| Feuille de match | Feuille de match                                                            | Feuille de match                             | Feuille de match | Feuille de match                                        |
| ---------------- | --------------------------------------------------------------------------- | -------------------------------------------- | --- | ------------------------------------------------------- |
|                  | Rajnoha — 12 min 18 s (TP) Donald (Barreteau, Lalanne) — 26 min 49 s (SN) - | 1-0 2-0 2-1 2-2 2-3 2-4                      | - Palis (Hacala) — 29 min 2 s Maheut (Nassivet, Lanes) — 29 min 49 s (SN) Chauvel — 48 min 44 s (SN) Hacala — 58 min 51 s | Arbitrage : Telliez Juges de lignes: Le Monnier et Cady |
| Bolduc           | Gardiens                                                                    | Heduit (58 min 45 s) C. Cagigos (1 min 15 s) | | Arbitrage : Telliez Juges de lignes: Le Monnier et Cady |
| 12 min           | Pénalités                                                                   | 34 min                                       | | Arbitrage : Telliez Juges de lignes: Le Monnier et Cady |
|                  |                                                                             |                                              | | Arbitrage : Telliez Juges de lignes: Le Monnier et Cady |

| Feuille de match | Feuille de match | Feuille de match                | Feuille de match                                                                 | Feuille de match                                  |
| ---------------- | --- | ------------------------------- | -------------------------------------------------------------------------------- | ------------------------------------------------- |
|                  | Chauvel (M. Cagigos, Bigot) — 1 min 28 s Baraduc — 3 min 38 s Chauvel (Nassivet, O. Vandecandelaere) — 18 min 24 s (2 SN) Maheut (M. Cagigos, Nassivet) — 19 min 33 s (SN) - Lanes — 29 min 38 s Chauvel (M. Cagigos) — 54 min 49 s (SN) | 1-0 2-0 3-0 4-0 4-1 4-2 5-2 6-2 | - T. Larroque (Manciot) — 24 min 54 s Manciot (T. Larroque) — 28 min 49 s (SN) - | Arbitrage : Bispo Juges de lignes: Cady et Tronet |
| Heduit           | Gardiens | Loubier                         |                                                                                  | Arbitrage : Bispo Juges de lignes: Cady et Tronet |
| 24 min           | Pénalités | 18 min                          |                                                                                  | Arbitrage : Bispo Juges de lignes: Cady et Tronet |
|                  | |                                 |                                                                                  | Arbitrage : Bispo Juges de lignes: Cady et Tronet |

| 8 mai 2022 | La Roche-sur-Yon | 3-4 (pr) (2-1, 0-1, 1-1, 0-1) | Amiens II | Complexe Arago 1 150 spectateurs |

| Feuille de match | Feuille de match                                                                                         | Feuille de match            | Feuille de match | Feuille de match                                          |
| ---------------- | --- | --------------------------- | --- | --------------------------------------------------------- |
|                  | - Manon (Rajnoha) — 10 min 46 s Plaideau (Lalanne, Caboche) — 10 min 58 s - Rajnoha — 59 min 22 s (JS) - | 0-1 1-1 2-1 2-2 2-3 3-3 3-4 | Offret (E. Orme-Lynch, Rusnak) — 9 min 36 s (SN) - Bruche (E. Orme-Lynch) — 23 min 46 s (IN) Bruche (Plagnat) — 51 min 53 s - Plagnat (Bruche) — 60 min 32 s | Arbitrage : Telliez Juges de lignes: Honoré et Le Monnier |
| Bolduc           | Gardiens                                                                                                 | Petit                       | | Arbitrage : Telliez Juges de lignes: Honoré et Le Monnier |
| 10 min           | Pénalités                                                                                                | 14 min                      | | Arbitrage : Telliez Juges de lignes: Honoré et Le Monnier |
|                  | |                             | | Arbitrage : Telliez Juges de lignes: Honoré et Le Monnier |

| Clt   | Équipe                     | PJ | V | VP | D | DP | BP | BC | Diff | Pts |
| ----- | -------------------------- | -- | - | -- | - | -- | -- | -- | ---- | --- |
| +001, | Drakkars de Caen II        | 3  | 2 | 1  | 0 | 0  | 14 | 7  | +7   | 8   |
| +002, | Gothiques d'Amiens II      | 3  | 1 | 1  | 0 | 1  | 13 | 10 | +3   | 6   |
| +003, | Aigles de La Roche-sur-Yon | 3  | 1 | 0  | 1 | 1  | 8  | 10 | -2   | 4   |
| +004, | Hormadi Anglet II          | 3  | 0 | 0  | 3 | 0  | 7  | 15 | -8   | 0   |

- Promu en Division 2

en italique : les équipes ne pouvant pas être promues